# PlusLiga (2023/2024)
PlusLiga 2023/2024 – 88. edycja mistrzostw Polski, po raz 71. przeprowadzona w formule ligowej, a po raz 24. jako liga profesjonalna. Organizatorem rozgrywek była Polska Liga Siatkówki SA.

## Drużyny uczestniczące
| | PlusLiga 2022/2023                 |    |     |
| --- | ---------------------------------- | -- | --- |
| JAS | Jastrzębski Węgiel                 | 1  | LM  |
| KED | Grupa Azoty ZAKSA Kędzierzyn-Koźle | 2  | LM  |
| RZE | Asseco Resovia Rzeszów             | 3  | LM  |
| ZAW | Aluron CMC Warta Zawiercie         | 4  | CEV |
| WAR | Projekt Warszawa                   | 5  | PCh |
| GDA | Trefl Gdańsk                       | 6  |     |
| NYS | PSG Stal Nysa                      | 7  |     |
| OLS | Indykpol AZS Olsztyn               | 8  |     |
| SUW | Ślepsk Malow Suwałki               | 9  |     |
| LBN | Bogdanka LUK Lublin                | 10 |     |
| KAT | GKS Katowice                       | 11 |     |
| BEŁ | PGE GiEK Skra Bełchatów            | 12 |     |
| LWÓ | Barkom-Każany Lwów                 | 13 |     |
| LUB | KGHM Cuprum Lubin                  | 14 |     |
| RAD | Enea Czarni Radom                  | 15 |     |
| | Awans z I ligi                     |    |     |
| CZE | Exact Systems Hemarpol Częstochowa | 1  |     |
| Oznaczenia: - kolumna pierwsza – skróty nazw drużyn wpisane na mapie (jeśli ta została zamieszczona), - kolumna trzecia – miejsce zajęte przez daną drużynę w poprzednim sezonie. |                                    |    |     |

## Hale sportowe
| Klub                               | Hala sportowa                      | Miejscowość      | Liczba miejsc siedzących |
| ---------------------------------- | ---------------------------------- | ---------------- | ------------------------ |
| Aluron CMC Warta Zawiercie         | Hala OSiR II                       | Zawiercie        | 1500                     |
| Asseco Resovia Rzeszów             | Hala Podpromie                     | Rzeszów          | 4304                     |
| Barkom-Każany Lwów                 | Hala Sportowa WOSiR                | Wieluń           | 609                      |
| Bogdanka LUK Lublin                | Hala Sportowo-Widowiskowa „Globus” | Lublin           | 4119                     |
| Enea Czarni Radom                  | Hala Widowiskowo-Sportowa RCS      | Radom            | 5000                     |
| Exact Systems Hemarpol Częstochowa | Hala Sportowa Częstochowa          | Częstochowa      | 7100                     |
| GKS Katowice                       | Ośrodek Sportowy „Szopienice”      | Katowice         | 1534                     |
| Grupa Azoty ZAKSA Kędzierzyn-Koźle | Hala Azoty                         | Kędzierzyn-Koźle | 3375                     |
| Indykpol AZS Olsztyn               | Hala Sportowo-Widowiskowa          | Iława            | 1250                     |
| Indykpol AZS Olsztyn               | Hala „Urania”                      | Olsztyn          | 4045                     |
| Jastrzębski Węgiel                 | Hala widowiskowo-sportowa          | Jastrzębie-Zdrój | 3112                     |
| KGHM Cuprum Lubin                  | Hala widowiskowo-sportowa RCS      | Lubin            | 3714                     |
| PGE GiEK Skra Bełchatów            | Hala Energia                       | Bełchatów        | 2700                     |
| Projekt Warszawa                   | Hala Torwar                        | Warszawa         | 4824                     |
| Projekt Warszawa                   | Arena Ursynów                      | Warszawa         | 1500                     |
| PSG Stal Nysa                      | Hala Nysa                          | Nysa             | 2500                     |
| Ślepsk Malow Suwałki               | Suwałki Arena                      | Suwałki          | 2165                     |
| Trefl Gdańsk                       | Ergo Arena                         | Gdańsk           | 11200                    |

## Trenerzy
| Klub                               | Pierwszy trener      | Narodowość | Drugi trener         | Narodowość |
| ---------------------------------- | -------------------- | ---------- | -------------------- | ---------- |
| Aluron CMC Warta Zawiercie         | Michał Winiarski     | Polska     | Roberto Rotari       | Włochy     |
| Asseco Resovia Rzeszów             | Giampaolo Medei      | Włochy     | Alfredo Martilotti   | Włochy     |
| Barkom-Każany Lwów                 | Uģis Krastiņš        | Łotwa      | Artūrs Tinte         | Łotwa      |
| Bogdanka LUK Lublin                | Massimo Botti        | Włochy     | Maciej Kołodziejczyk | Polska     |
| Enea Czarni Radom                  | Waldo Kantor         | Argentyna  | Krzysztof Michalski  | Polska     |
| Exact Systems Hemarpol Częstochowa | Leszek Hudziak       | Polska     | Adrian Kraś          | Polska     |
| GKS Katowice                       | Grzegorz Słaby       | Polska     | Emil Siewiorek       | Polska     |
| Grupa Azoty ZAKSA Kędzierzyn-Koźle | Tuomas Sammelvuo     | Finlandia  | Michał Chadała       | Polska     |
| Indykpol AZS Olsztyn               | Javier Weber         | Argentyna  | Marcin Mierzejewski  | Polska     |
| Jastrzębski Węgiel                 | Marcelo Méndez       | Argentyna  | Leszek Dejewski      | Polska     |
| KGHM Cuprum Lubin                  | Paweł Rusek          | Polska     | Tomasz Kowalski      | Polska     |
| PGE GiEK Skra Bełchatów            | Andrea Gardini       | Włochy     | Michał Bąkiewicz     | Polska     |
| Projekt Warszawa                   | Piotr Graban         | Polska     | Marcin Lubiejewski   | Polska     |
| PSG Stal Nysa                      | Daniel Pliński       | Polska     | Paweł Potoczak       | Polska     |
| Ślepsk Malow Suwałki               | Dominik Kwapisiewicz | Polska     | Mateusz Kuśmierz     | Polska     |
| Trefl Gdańsk                       | Igor Juričić         | Chorwacja  | Karol Rędzioch       | Polska     |

### Zmiany trenerów
| Klub                | Były trener          | Narodowość | Data odejścia | Powód                                                                             | Nowy trener   | Narodowość | Data przyjścia | Link  |
| ------------------- | -------------------- | ---------- | ------------- | --------------------------------------------------------------------------------- | ------------- | ---------- | -------------- | ----- |
| Przed sezonem       |                      |            |               |                                                                                   |               |            |                |       |
| Bogdanka LUK Lublin | Maciej Kołodziejczyk | Polska     | 03.07.2023    | koniec kontraktu                                                                  | Massimo Botti | Włochy     | 12.07.2023     | [ 1 ] |
| W trakcie sezonu    |                      |            |               |                                                                                   |               |            |                |       |
| Enea Czarni Radom   | Paweł Woicki         | Polska     | 19.12.2023    | niesatysfakcjonujący poziom gry zespołu oraz brak oczekiwanych wyników sportowych | Waldo Kantor  | Argentyna  | 21.12.2023     | [ 2 ] |

## Faza zasadnicza

### Tabela wyników
| Gospodarz \ Gość1                  | JAS | KED | RZE | ZAW | WAR | GDA | NYS | OLS | SUW | LBN | KAT | BEŁ | LWÓ | LUB | RAD | CZE |
| ---------------------------------- | --- | --- | --- | --- | --- | --- | --- | --- | --- | --- | --- | --- | --- | --- | --- | --- |
| Jastrzębski Węgiel                 | -   | 3:1 | 3:1 | 1:3 | 3:0 | 3:0 | 3:1 | 3:1 | 3:0 | 3:0 | 3:1 | 3:0 | 0:3 | 3:0 | 3:0 | 3:0 |
| Grupa Azoty ZAKSA Kędzierzyn-Koźle | 1:3 | -   | 0:3 | 1:3 | 1:3 | 1:3 | 3:2 | 3:2 | 1:3 | 2:3 | 3:1 | 3:1 | 1:3 | 3:0 | 3:0 | 1:3 |
| Asseco Resovia Rzeszów             | 1:3 | 3:0 | -   | 3:2 | 1:3 | 3:1 | 3:1 | 3:0 | 3:1 | 3:2 | 3:0 | 3:0 | 3:1 | 3:0 | 3:0 | 1:3 |
| Aluron CMC Warta Zawiercie         | 3:1 | 3:0 | 3:1 | -   | 0:3 | 3:1 | 3:0 | 3:2 | 3:2 | 3:0 | 3:2 | 3:1 | 3:0 | 3:1 | 3:0 | 3:0 |
| Projekt Warszawa                   | 3:1 | 3:2 | 1:3 | 3:1 | -   | 3:0 | 3:0 | 2:3 | 3:0 | 3:2 | 3:0 | 3:0 | 3:1 | 3:0 | 3:0 | 3:1 |
| Trefl Gdańsk                       | 3:2 | 3:0 | 3:1 | 2:3 | 0:3 | -   | 1:3 | 3:0 | 3:1 | 3:2 | 2:3 | 2:3 | 3:0 | 3:0 | 3:0 | 3:0 |
| PSG Stal Nysa                      | 0:3 | 0:3 | 2:3 | 3:1 | 3:2 | 3:0 | -   | 2:3 | 3:0 | 1:3 | 3:1 | 2:3 | 3:0 | 3:1 | 3:1 | 3:2 |
| Indykpol AZS Olsztyn               | 0:3 | 0:3 | 3:1 | 3:1 | 3:0 | 1:3 | 2:3 | -   | 3:1 | 2:3 | 3:0 | 1:3 | 2:3 | 2:3 | 3:1 | 3:1 |
| Ślepsk Malow Suwałki               | 2:3 | 0:3 | 0:3 | 0:3 | 1:3 | 0:3 | 3:2 | 3:1 | -   | 1:3 | 3:2 | 3:2 | 0:3 | 0:3 | 3:0 | 3:0 |
| Bogdanka LUK Lublin                | 0:3 | 3:0 | 1:3 | 0:3 | 3:1 | 3:2 | 3:1 | 3:2 | 3:0 | -   | 3:0 | 3:0 | 2:3 | 3:2 | 3:0 | 1:3 |
| GKS Katowice                       | 1:3 | 3:0 | 2:3 | 1:3 | 0:3 | 0:3 | 1:3 | 3:2 | 0:3 | 3:1 | -   | 0:3 | 3:2 | 3:0 | 3:0 | 3:2 |
| PGE GiEK Skra Bełchatów            | 1:3 | 3:0 | 0:3 | 0:3 | 3:1 | 1:3 | 3:1 | 0:3 | 1:3 | 1:3 | 3:1 | -   | 3:0 | 3:2 | 3:1 | 3:0 |
| Barkom-Każany Lwów                 | 0:3 | 1:3 | 3:1 | 3:2 | 0:3 | 0:3 | 1:3 | 3:0 | 3:1 | 3:1 | 1:3 | 2:3 | -   | 3:2 | 2:3 | 3:1 |
| KGHM Cuprum Lubin                  | 1:3 | 0:3 | 1:3 | 0:3 | 0:3 | 3:2 | 2:3 | 0:3 | 3:1 | 2:3 | 3:0 | 1:3 | 3:0 | -   | 3:0 | 3:2 |
| Enea Czarni Radom                  | 0:3 | 0:3 | 2:3 | 0:3 | 0:3 | 1:3 | 3:1 | 0:3 | 3:1 | 0:3 | 3:0 | 1:3 | 3:1 | 1:3 | -   | 3:0 |
| Exact Systems Hemarpol Częstochowa | 0:3 | 0:3 | 1:3 | 0:3 | 0:3 | 3:1 | 0:3 | 0:3 | 1:3 | 0:3 | 3:2 | 3:1 | 0:3 | 3:1 | 2:3 | -   |

Źródło: [ PlusLiga] (pol.)
1 Drużyna gospodarzy jest wymieniona po lewej stronie tabeli.
Kolory:
  zwycięstwo gospodarzy 3:0 lub 3:1
  zwycięstwo gospodarzy 3:2
  zwycięstwo gości 3:0 lub 3:1
  zwycięstwo gości 3:2

### Terminarz i wyniki[3]
| Data            | Godz. | Gospodarz                          | Rezultat                                | Gość                               | Widzów | MVP                  |
| --------------- | ----- | ---------------------------------- | --------------------------------------- | ---------------------------------- | ------ | -------------------- |
| 1. KOLEJKA      |       |                                    |                                         |                                    |        |                      |
| 20.10.2023      | 17:30 | PSG Stal Nysa                      | 0:3 (19:25, 28:30, 22:25)               | Jastrzębski Węgiel                 | 2500   | Norbert Huber        |
| 20.10.2023      | 20:30 | Bogdanka LUK Lublin                | 3:0 (26:24, 25:17, 25:19)               | Enea Czarni Radom                  | 2466   | Jan Nowakowski       |
| 21.10.2023      | 14:45 | Grupa Azoty ZAKSA Kędzierzyn-Koźle | 3:1 (25:20, 25:19, 22:25, 25:20)        | PGE GiEK Skra Bełchatów            | 2400   | Łukasz Kaczmarek     |
| 21.10.2023      | 17:30 | KGHM Cuprum Lubin                  | 3:0 (37:35, 25:20, 25:17)               | Barkom-Każany Lwów                 | 679    | Jake Hanes           |
| 21.10.2023      | 20:30 | Indykpol AZS Olsztyn               | 3:1 (23:25, 27:25, 26:24, 27:25)        | Aluron CMC Warta Zawiercie         | 1250   | Cezary Sapiński      |
| 22.10.2023      | 14:45 | Asseco Resovia Rzeszów             | 1:3 (25:21, 19:25, 19:25, 17:25)        | Projekt Warszawa                   | 4000   | Artur Szalpuk        |
| 22.10.2023      | 17:30 | GKS Katowice                       | 0:3 (22:25, 20:25, 18:25)               | Trefl Gdańsk                       | 360    | Kewin Sasak          |
| 23.10.2023      | 17:30 | Exact Systems Hemarpol Częstochowa | 1:3 (23:25, 19:25, 25:20, 16:25)        | Ślepsk Malow Suwałki               | 2684   | Žiga Štern           |
| 2. KOLEJKA      |       |                                    |                                         |                                    |        |                      |
| 24.10.2023      | 16:00 | PGE GiEK Skra Bełchatów            | 3:2 (23:25, 25:27, 29:27, 25:16, 15:10) | KGHM Cuprum Lubin                  | 2000   | Dawid Konarski       |
| 24.10.2023      | 18:30 | Jastrzębski Węgiel                 | 3:1 (25:27, 25:20, 25:17, 25:12)        | Indykpol AZS Olsztyn               | 3080   | Tomasz Fornal        |
| 24.10.2023      | 21:00 | Grupa Azoty ZAKSA Kędzierzyn-Koźle | 3:2 (23:25, 21:25, 25:21, 25:22, 24:22) | PSG Stal Nysa                      | 1250   | Bartosz Bednorz      |
| 25.10.2023      | 16:00 | Enea Czarni Radom                  | 1:3 (37:39, 22:25, 25:22, 20:25)        | Trefl Gdańsk                       | 1357   | Mikołaj Sawicki      |
| 25.10.2023      | 21:00 | Projekt Warszawa                   | 3:0 (25:18, 25:22, 26:24)               | GKS Katowice                       | 1230   | Bartłomiej Bołądź    |
| 26.10.2023      | 16:00 | Ślepsk Malow Suwałki               | 0:3 (21:25, 19:25, 21:25)               | Asseco Resovia Rzeszów             | 1400   | Torey Defalco        |
| 26.10.2023      | 18:30 | Bogdanka LUK Lublin                | 2:3 (21:25, 32:30, 25:15, 22:25, 13:15) | Barkom-Każany Lwów                 | 1512   | Wasyl Tupczij        |
| 09.11.2023      | 20:30 | Aluron CMC Warta Zawiercie         | 3:0 (25:22, 25:22, 25:14)               | Exact Systems Hemarpol Częstochowa |        | Miguel Tavares       |
| 3. KOLEJKA      |       |                                    |                                         |                                    |        |                      |
| 27.10.2023      | 20:30 | PSG Stal Nysa                      | 2:3 (22:25, 25:21, 25:18, 21:25, 14:16) | PGE GiEK Skra Bełchatów            | 2289   | Adrian Aciobăniței   |
| 28.10.2023      | 14:45 | Indykpol AZS Olsztyn               | 0:3 (19:25, 21:25, 24:26)               | Grupa Azoty ZAKSA Kędzierzyn-Koźle | 1250   | Aleksander Śliwka    |
| 28.10.2023      | 17:30 | Enea Czarni Radom                  | 0:3 (19:25, 21:25, 21:25)               | Projekt Warszawa                   | 1650   | Damian Wojtaszek     |
| 28.10.2023      | 20:30 | Exact Systems Hemarpol Częstochowa | 0:3 (15:25, 20:25, 21:25)               | Jastrzębski Węgiel                 | 4258   | Norbert Huber        |
| 29.10.2023      | 14:45 | Asseco Resovia Rzeszów             | 3:2 (19:25, 19:25, 34:32, 25:18, 15:10) | Aluron CMC Warta Zawiercie         | 3400   | Fabian Drzyzga       |
| 29.10.2023      | 17:30 | Barkom-Każany Lwów                 | 0:3 (22:25, 22:25, 20:25)               | Trefl Gdańsk                       | 451    | Mikołaj Sawicki      |
| 29.10.2023      | 20:30 | KGHM Cuprum Lubin                  | 2:3 (25:14, 23:25, 21:25, 25:17, 11:15) | Bogdanka LUK Lublin                | 484    | Tobias Brand         |
| 30.10.2023      | 17:30 | GKS Katowice                       | 0:3 (19:25, 22:25, 16:25)               | Ślepsk Malow Suwałki               | 371    | Bartosz Filipiak     |
| 4. KOLEJKA      |       |                                    |                                         |                                    |        |                      |
| 02.11.2023      | 17:30 | PGE GiEK Skra Bełchatów            | 1:3 (16:25, 22:25, 26:24, 19:25)        | Bogdanka LUK Lublin                | 1510   | Jakub Nowosielski    |
| 04.11.2023      | 14:45 | PSG Stal Nysa                      | 2:3 (25:16, 23:25, 25:18, 17:25, 15:17) | Indykpol AZS Olsztyn               | 1758   | Moritz Karlitzek     |
| 04.11.2023      | 17:30 | Trefl Gdańsk                       | 3:0 (25:20, 25:15, 26:24)               | KGHM Cuprum Lubin                  | 3800   | Kamil Droszyński     |
| 04.11.2023      | 20:30 | Projekt Warszawa                   | 3:1 (25:17, 31:29, 22:25, 25:21)        | Barkom-Każany Lwów                 | 1164   | Artur Szalpuk        |
| 05.11.2023      | 14:45 | Ślepsk Malow Suwałki               | 3:0 (25:18, 25:18, 25:19)               | Enea Czarni Radom                  | 1550   | Žiga Štern           |
| 05.11.2023      | 17:30 | Aluron CMC Warta Zawiercie         | 3:2 (25:23, 25:19, 23:25, 22:25, 15:12) | GKS Katowice                       | 1500   | Karol Butryn         |
| 06.11.2023      | 20:30 | Grupa Azoty ZAKSA Kędzierzyn-Koźle | 1:3 (26:24, 22:25, 23:25, 21:25)        | Exact Systems Hemarpol Częstochowa |        | Mateusz Borkowski    |
| 08.11.2023      | 17:30 | Jastrzębski Węgiel                 | 3:1 (25:23, 23:25, 25:23, 25:20)        | Asseco Resovia Rzeszów             | 3112   | Rafał Szymura        |
| 5. KOLEJKA      |       |                                    |                                         |                                    |        |                      |
| 09.11.2023      | 17:30 | KGHM Cuprum Lubin                  | 0:3 (19:25, 20:25, 21:25)               | Projekt Warszawa                   | 983    | Bartłomiej Bołądź    |
| 10.11.2023      | 20:30 | Bogdanka LUK Lublin                | 3:2 (21:25, 25:21, 25:18, 18:25, 15:10) | Trefl Gdańsk                       | 3384   | Mateusz Malinowski   |
| 11.11.2023      | 14:45 | Asseco Resovia Rzeszów             | 3:0 (32:30, 25:17, 25:16)               | Grupa Azoty ZAKSA Kędzierzyn-Koźle | 4300   | Karol Kłos           |
| 11.11.2023      | 17:30 | GKS Katowice                       | 1:3 (14:25, 25:23, 22:25, 22:25)        | Jastrzębski Węgiel                 | 1351   | Tomasz Fornal        |
| 12.11.2023      | 17:30 | Exact Systems Hemarpol Częstochowa | 0:3 (22:25, 16:25, 18:25)               | PSG Stal Nysa                      |        | Michał Gierżot       |
| 12.11.2023      | 20:30 | Barkom-Każany Lwów                 | 3:1 (25:23, 22:25, 25:18, 27:25)        | Ślepsk Malow Suwałki               | 369    | Wasyl Tupczij        |
| 13.11.2023      | 17:30 | Enea Czarni Radom                  | 0:3 (18:25, 17:25, 20:25)               | Aluron CMC Warta Zawiercie         | 1380   | Trévor Clévenot      |
| 30.12.2023      | 17:30 | Indykpol AZS Olsztyn               | 1:3 (28:26, 17:25, 17:25, 20:25)        | PGE GiEK Skra Bełchatów            |        | Bartłomiej Lemański  |
| 6. KOLEJKA      |       |                                    |                                         |                                    |        |                      |
| 14.11.2023      | 17:30 | Grupa Azoty ZAKSA Kędzierzyn-Koźle | 3:1 (28:26, 25:15, 21:25, 25:23)        | GKS Katowice                       | 1600   | David Smith          |
| 14.11.2023      | 20:30 | PGE GiEK Skra Bełchatów            | 1:3 (24:26, 26:28, 25:20, 16:25)        | Trefl Gdańsk                       | 1300   | Mikołaj Sawicki      |
| 15.11.2023      | 16:00 | PSG Stal Nysa                      | 2:3 (24:26, 25:22, 25:21, 17:25, 11:15) | Asseco Resovia Rzeszów             | 2100   | Torey Defalco        |
| 15.11.2023      | 18:30 | Indykpol AZS Olsztyn               | 3:1 (21:25, 27:25, 25:21, 26:24)        | Exact Systems Hemarpol Częstochowa | 1200   | Moritz Karlitzek     |
| 15.11.2023      | 21:00 | Projekt Warszawa                   | 3:2 (27:25, 20:25, 23:25, 25:16, 15:12) | Bogdanka LUK Lublin                | 1260   | Igor Grobelny        |
| 16.11.2023      | 16:00 | Jastrzębski Węgiel                 | 3:0 (25:20, 25:20, 25:18)               | Enea Czarni Radom                  | 1563   | Jean Patry           |
| 16.11.2023      | 18:30 | Ślepsk Malow Suwałki               | 0:3 (20:25, 23:25, 17:25)               | KGHM Cuprum Lubin                  | 1400   | Adam Lorenc          |
| 16.11.2023      | 21:00 | Aluron CMC Warta Zawiercie         | 3:0 (25:11, 25:19, 26:24)               | Barkom-Każany Lwów                 | 1460   | Karol Butryn         |
| 7. KOLEJKA      |       |                                    |                                         |                                    |        |                      |
| 18.11.2023      | 14:45 | Asseco Resovia Rzeszów             | 3:0 (25:19, 25:17, 25:20)               | Indykpol AZS Olsztyn               | 2900   | Jakub Kochanowski    |
| 18.11.2023      | 17:30 | Trefl Gdańsk                       | 0:3 (24:26, 23:25, 19:25)               | Projekt Warszawa                   | 5800   | Jurij Semeniuk       |
| 18.11.2023      | 20:30 | Exact Systems Hemarpol Częstochowa | 3:1 (23:25, 27:25, 25:23, 25:19)        | PGE GiEK Skra Bełchatów            | 1892   | Byron Keturakis      |
| 19.11.2023      | 14:45 | Enea Czarni Radom                  | 0:3 (26:28, 21:25, 20:25)               | Grupa Azoty ZAKSA Kędzierzyn-Koźle | 3000   | Bartosz Bednorz      |
| 19.11.2023      | 17:30 | Barkom-Każany Lwów                 | 0:3 (18:25, 15:25, 19:25)               | Jastrzębski Węgiel                 | 886    | Benjamin Toniutti    |
| 19.11.2023      | 20:30 | GKS Katowice                       | 1:3 (25:14, 19:25, 22:25, 20:25)        | PSG Stal Nysa                      | 374    | Michał Gierżot       |
| 20.11.2023      | 17:30 | KGHM Cuprum Lubin                  | 0:3 (20:25, 24:26, 21:25)               | Aluron CMC Warta Zawiercie         | 818    | Miguel Tavares       |
| 20.11.2023      | 20:30 | Bogdanka LUK Lublin                | 3:0 (25:20, 25:19, 25:18)               | Ślepsk Malow Suwałki               | 1524   | Alexandre Ferreira   |
| 8. KOLEJKA      |       |                                    |                                         |                                    |        |                      |
| 24.11.2023      | 17:30 | Ślepsk Malow Suwałki               | 0:3 (16:25, 21:25, 34:36)               | Trefl Gdańsk                       | 1350   | Kewin Sasak          |
| 25.11.2023      | 14:45 | PGE GiEK Skra Bełchatów            | 3:1 (25:21, 21:25, 27:25, 25:23)        | Projekt Warszawa                   | 1480   | Dawid Konarski       |
| 25.11.2023      | 17:30 | Grupa Azoty ZAKSA Kędzierzyn-Koźle | 1:3 (23:25, 20:25, 25:22, 15:25)        | Barkom-Każany Lwów                 | 1860   | Wasyl Tupczij        |
| 25.11.2023      | 20:30 | Jastrzębski Węgiel                 | 3:0 (25:19, 25:21, 25:17)               | KGHM Cuprum Lubin                  | 2649   | Benjamin Toniutti    |
| 26.11.2023      | 14:45 | PSG Stal Nysa                      | 3:1 (25:17, 19:25, 25:22, 25:23)        | Enea Czarni Radom                  | 2228   | Remigiusz Kapica     |
| 26.11.2023      | 17:30 | Exact Systems Hemarpol Częstochowa | 1:3 (18:25, 32:30, 18:25, 19:25)        | Asseco Resovia Rzeszów             | 2796   | Stéphen Boyer        |
| 26.11.2023      | 20:30 | Aluron CMC Warta Zawiercie         | 3:0 (25:19, 25:21, 29:27)               | Bogdanka LUK Lublin                | 1500   | Karol Butryn         |
| 27.11.2023      | 17:30 | Indykpol AZS Olsztyn               | 3:0 (25:18, 25:16, 25:16)               | GKS Katowice                       | 1120   | Alan Souza           |
| 9. KOLEJKA      |       |                                    |                                         |                                    |        |                      |
| 30.11.2023      | 17:30 | Barkom-Każany Lwów                 | 1:3 (23:25, 17:25, 25:22, 22:25)        | PSG Stal Nysa                      | 203    | Michał Gierżot       |
| 01.12.2023      | 17:30 | GKS Katowice                       | 3:2 (33:31, 18:25, 19:25, 28:26, 15:11) | Exact Systems Hemarpol Częstochowa | 327    | Jakub Jarosz         |
| 01.12.2023      | 20:30 | Enea Czarni Radom                  | 0:3 (16:25, 25:27, 17:25)               | Indykpol AZS Olsztyn               | 983    | Szymon Jakubiszak    |
| 02.12.2023      | 14:45 | Asseco Resovia Rzeszów             | 3:0 (25:20, 25:23, 25:21)               | PGE GiEK Skra Bełchatów            | 3200   | Fabian Drzyzga       |
| 02.12.2023      | 17:30 | Projekt Warszawa                   | 3:0 (25:15, 25:22, 25:13)               | Ślepsk Malow Suwałki               | 1420   | Artur Szalpuk        |
| 02.12.2023      | 20:30 | Bogdanka LUK Lublin                | 0:3 (14:25, 21:25, 11:25)               | Jastrzębski Węgiel                 | 4200   | Tomasz Fornal        |
| 03.12.2023      | 14:45 | Aluron CMC Warta Zawiercie         | 3:1 (25:21, 29:31, 25:17, 25:15)        | Trefl Gdańsk                       |        | Trévor Clévenot      |
| 03.12.2023      | 17:30 | Grupa Azoty ZAKSA Kędzierzyn-Koźle | 3:0 (25:15, 25:17, 25:18)               | KGHM Cuprum Lubin                  | 900    | Krzysztof Zapłacki   |
| 10. KOLEJKA     |       |                                    |                                         |                                    |        |                      |
| 05.12.2023      | 15:45 | PGE GiEK Skra Bełchatów            | 1:3 (21:25, 21:25, 25:20, 23:25)        | Ślepsk Malow Suwałki               | 990    | Bartosz Firszt       |
| 05.12.2023      | 18:20 | Asseco Resovia Rzeszów             | 3:0 (25:20, 28:26, 32:30)               | GKS Katowice                       | 1600   | Klemen Čebulj        |
| 05.12.2023      | 21:00 | Jastrzębski Węgiel                 | 3:0 (25:20, 25:20, 30:28)               | Trefl Gdańsk                       | 2081   | Tomasz Fornal        |
| 06.12.2023      | 15:45 | Grupa Azoty ZAKSA Kędzierzyn-Koźle | 2:3 (25:20, 17:25, 25:20, 17:25, 19:21) | Bogdanka LUK Lublin                | 830    | Marcin Komenda       |
| 06.12.2023      | 18:20 | Aluron CMC Warta Zawiercie         | 0:3 (19:25, 22:25, 22:25)               | Projekt Warszawa                   | 1500   | Artur Szalpuk        |
| 06.12.2023      | 21:00 | Indykpol AZS Olsztyn               | 2:3 (25:23, 24:26, 20:25, 25:13, 14:16) | Barkom-Każany Lwów                 | 950    | Wasyl Tupczij        |
| 07.12.2023      | 15:45 | Exact Systems Hemarpol Częstochowa | 2:3 (25:17, 25:19, 23:25, 13:25, 10:15) | Enea Czarni Radom                  | 1897   | Brodie Hofer         |
| 21.12.2023      | 20:30 | PSG Stal Nysa                      | 3:1 (25:20, 25:19, 23:25, 25:16)        | KGHM Cuprum Lubin                  | 1800   | Zouheir El Graoui    |
| 11. KOLEJKA     |       |                                    |                                         |                                    |        |                      |
| 09.12.2023      | 14:45 | Ślepsk Malow Suwałki               | 0:3 (22:25, 21:25, 22:25)               | Aluron CMC Warta Zawiercie         | 1300   | Miguel Tavares       |
| 09.12.2023      | 17:30 | GKS Katowice                       | 0:3 (21:25, 18:25, 20:25)               | PGE GiEK Skra Bełchatów            | 435    | Grzegorz Łomacz      |
| 09.12.2023      | 20:30 | KGHM Cuprum Lubin                  | 0:3 (23:25, 22:25, 114:25)              | Indykpol AZS Olsztyn               | 517    | Nicolas Szerszeń     |
| 10.12.2023      | 14:45 | Trefl Gdańsk                       | 3:0 (25:20, 25:20, 25:21)               | Grupa Azoty ZAKSA Kędzierzyn-Koźle | 8900   | Kamil Droszyński     |
| 10.12.2023      | 17:30 | Projekt Warszawa                   | 3:1 (25:22, 11:25, 25:23, 25:23)        | Jastrzębski Węgiel                 | 5140   | Jan Firlej           |
| 10.12.2023      | 20:30 | Barkom-Każany Lwów                 | 3:1 (20:25, 25:18, 25:16, 25:22)        | Exact Systems Hemarpol Częstochowa | 250    | Luciano Palonsky     |
| 11.12.2023      | 17:30 | Enea Czarni Radom                  | 2:3 (26:24, 17:25, 21:25, 27:25, 7:15)  | Asseco Resovia Rzeszów             | 1140   | Stéphen Boyer        |
| 11.12.2023      | 20:30 | Bogdanka LUK Lublin                | 3:1 (23:25, 25:23, 25:20, 25:20)        | PSG Stal Nysa                      | 1428   | Alexandre Ferreira   |
| 12. KOLEJKA     |       |                                    |                                         |                                    |        |                      |
| 15.12.2023      | 20:30 | GKS Katowice                       | 3:0 (25:21, 25:19, 25:22)               | Enea Czarni Radom                  | 260    | Lukáš Vašina         |
| 16.12.2023      | 14:45 | Grupa Azoty ZAKSA Kędzierzyn-Koźle | 1:3 (25:22, 21:25, 20:25, 22:25)        | Projekt Warszawa                   | 2100   | Bartłomiej Bołądź    |
| 16.12.2023      | 17:30 | Jastrzębski Węgiel                 | 3:0 (25:17, 25:18, 25:19)               | Ślepsk Malow Suwałki               | 2140   | Benjamin Toniutti    |
| 16.12.2023      | 20:30 | Exact Systems Hemarpol Częstochowa | 3:1 (21:25, 25:21, 27:25, 26:24)        | KGHM Cuprum Lubin                  | 1615   | Bartosz Schmidt      |
| 17.12.2023      | 14:45 | PGE GiEK Skra Bełchatów            | 0:3 (22:25, 19:25, 21:25)               | Aluron CMC Warta Zawiercie         | 1789   | Mateusz Bieniek      |
| 17.12.2023      | 17:30 | Indykpol AZS Olsztyn               | 2:3 (29:27, 25:23, 18:25, 20:25, 9:15)  | Bogdanka LUK Lublin                | 4046   | Marcin Komenda       |
| 17.12.2023      | 20:30 | PSG Stal Nysa                      | 3:0 (25:22, 25:20, 25:22)               | Trefl Gdańsk                       | 1704   | Wojciech Włodarczyk  |
| 18.12.2023      | 20:30 | Asseco Resovia Rzeszów             | 3:1 (25:20, 25:21, 21:25, 28:26)        | Barkom-Każany Lwów                 | 1200   | Stéphen Boyer        |
| 13. KOLEJKA     |       |                                    |                                         |                                    |        |                      |
| 22.12.2023      | 17:30 | Ślepsk Malow Suwałki               | 0:3 (23:25, 30:32, 22:25)               | Grupa Azoty ZAKSA Kędzierzyn-Koźle | 1850   | Łukasz Kaczmarek     |
| 22.12.2023      | 20:30 | Bogdanka LUK Lublin                | 1:3 (25:23, 25:27, 20:25, 18:25)        | Exact Systems Hemarpol Częstochowa | 1610   | Damian Kogut         |
| 23.12.2023      | 17:30 | Trefl Gdańsk                       | 3:0 (29:27, 25:22, 25:21)               | Indykpol AZS Olsztyn               | 2900   | Mikołaj Sawicki      |
| 23.12.2023      | 20:30 | Enea Czarni Radom                  | 1:3 (23:25, 25:22, 19:25, 26:28)        | PGE GiEK Skra Bełchatów            | 1655   | Grzegorz Łomacz      |
| 29.12.2023      | 17:30 | KGHM Cuprum Lubin                  | 1:3 (25:27, 17:25, 25:16, 22:25)        | Asseco Resovia Rzeszów             | 1983   | Stéphen Boyer        |
| 29.12.2023      | 20:30 | Projekt Warszawa                   | 3:0 (25:19, 25:15, 25:22)               | PSG Stal Nysa                      | 1380   | Bartłomiej Bołądź    |
| 30.12.2023      | 14:45 | Aluron CMC Warta Zawiercie         | 3:1 (21:25, 27:25, 25:19, 25:21)        | Jastrzębski Węgiel                 | 1500   | Patryk Łaba          |
| 30.12.2023      | 20:30 | Barkom-Każany Lwów                 | 1:3 (25:22, 21:25, 21:25, 20:25)        | GKS Katowice                       | 622    | Lukáš Vašina         |
| 14. KOLEJKA     |       |                                    |                                         |                                    |        |                      |
| 02.01.2024      | 15:45 | Indykpol AZS Olsztyn               | 3:0 (27:25, 25:19, 25:19)               | Projekt Warszawa                   | 3405   | Alan Souza           |
| 02.01.2024      | 18:20 | Enea Czarni Radom                  | 3:1 (25:19, 25:14, 21:25, 25:18)        | Barkom-Każany Lwów                 | 1210   | Nikola Meljanac      |
| 02.01.2024      | 21:00 | PGE GiEK Skra Bełchatów            | 1:3 (22:25, 18:25, 25:23, 18:25)        | Jastrzębski Węgiel                 | 1234   | Norbert Huber        |
| 03.01.2024      | 15:45 | Exact Systems Hemarpol Częstochowa | 3:1 (26:24, 25:16, 26:28, 25:17)        | Trefl Gdańsk                       | 1314   | Dawid Dulski         |
| 03.01.2024      | 18:20 | Grupa Azoty ZAKSA Kędzierzyn-Koźle | 1:3 (20:25, 17:25, 25:21, 20:25)        | Aluron CMC Warta Zawiercie         | 1950   | Miguel Tavares       |
| 03.01.2024      | 21:00 | Asseco Resovia Rzeszów             | 3:2 (24:26, 22:25, 26:24, 30:28, 15:9)  | Bogdanka LUK Lublin                | 1850   | Jakub Kochanowski    |
| 04.01.2024      | 15:45 | PSG Stal Nysa                      | 3:0 (25:23, 25:19, 25:18)               | Ślepsk Malow Suwałki               | 1698   | Michał Gierżot       |
| 04.01.2024      | 18:20 | GKS Katowice                       | 3:0 (25:22, 25:23, 25:22)               | KGHM Cuprum Lubin                  | 297    | Marcin Waliński      |
| 15. KOLEJKA     |       |                                    |                                         |                                    |        |                      |
| 05.01.2024      | 17:30 | Barkom-Każany Lwów                 | 2:3 (22:25, 26:24, 16:25, 25:20, 10:15) | PGE GiEK Skra Bełchatów            | 711    | Grzegorz Łomacz      |
| 05.01.2024      | 20:30 | Projekt Warszawa                   | 3:1 (25:21, 23:25, 25:19, 25:21)        | Exact Systems Hemarpol Częstochowa | 1280   | Damian Wojtaszek     |
| 06.01.2024      | 12:30 | Grupa Azoty ZAKSA Kędzierzyn-Koźle | 1:3 (25:23, 22:25, 22:25, 24:26)        | Jastrzębski Węgiel                 | 2390   | Norbert Huber        |
| 06.01.2024      | 14:45 | Trefl Gdańsk                       | 3:1 (25:20, 25:23, 31:33, 25:19)        | Asseco Resovia Rzeszów             | 6300   | Piotr Orczyk         |
| 07.01.2024      | 14:45 | Aluron CMC Warta Zawiercie         | 3:0 (25:14, 25:17, 25:16)               | PSG Stal Nysa                      | 1500   | Karol Butryn         |
| 07.01.2024      | 17:30 | Ślepsk Malow Suwałki               | 3:1 (25:23, 27:25, 18:25, 26:24)        | Indykpol AZS Olsztyn               | 1150   | Bartosz Filipiak     |
| 07.01.2024      | 20:30 | Bogdanka LUK Lublin                | 3:0 (25:23, 25:22, 25:22)               | GKS Katowice                       | 1521   | Damian Schulz        |
| 08.01.2024      | 17:30 | KGHM Cuprum Lubin                  | 3:0 (25:22, 26:24, 25:15)               | Enea Czarni Radom                  | 356    | Jake Hanes           |
| Runda rewanżowa |       |                                    |                                         |                                    |        |                      |
| 16. KOLEJKA     |       |                                    |                                         |                                    |        |                      |
| 12.01.2024      | 17:30 | Ślepsk Malow Suwałki               | 3:0 (25:21, 25:18, 25:23)               | Exact Systems Hemarpol Częstochowa | 1150   | Paweł Halaba         |
| 12.01.2024      | 20:30 | Enea Czarni Radom                  | 0:3 (23:25, 22:25, 23:25)               | Bogdanka LUK Lublin                | 1750   | Damian Schulz        |
| 13.01.2024      | 14:45 | Projekt Warszawa                   | 1:3 (25:23, 21:25, 19:25, 20:25)        | Asseco Resovia Rzeszów             | 4817   | Stéphen Boyer        |
| 13.01.2024      | 17:30 | Aluron CMC Warta Zawiercie         | 3:2 (25:17, 21:25, 23:25, 26:24, 15:12) | Indykpol AZS Olsztyn               | 1500   | Karol Butryn         |
| 14.01.2024      | 14:45 | PGE GiEK Skra Bełchatów            | 3:0 (25:12, 28:26, 25:22)               | Grupa Azoty ZAKSA Kędzierzyn-Koźle | 2100   | Dawid Konarski       |
| 14.01.2024      | 17:30 | Jastrzębski Węgiel                 | 3:1 (20:25, 25:21, 25:20, 25:15)        | PSG Stal Nysa                      | 2591   | Jean Patry           |
| 14.01.2024      | 20:30 | Trefl Gdańsk                       | 2:3 (20:25, 28:26, 14:25, 25:21, 13:15) | GKS Katowice                       | 2350   | Lukáš Vašina         |
| 01.03.2024      | 20:30 | Barkom-Każany Lwów                 | 3:2 (34:36, 25:22, 32:24, 25:22, 16:14) | KGHM Cuprum Lubin                  | 410    | Luciano Palonsky     |
| 17. KOLEJKA     |       |                                    |                                         |                                    |        |                      |
| 18.01.2024      | 17:30 | KGHM Cuprum Lubin                  | 1:3 (25:20, 22:25, 19:25, 18:25)        | PGE GiEK Skra Bełchatów            | 673    | Bartłomiej Lemański  |
| 19.01.2024      | 17:30 | Barkom-Każany Lwów                 | 3:1 (29:27, 37:35, 22:25, 29:27)        | Bogdanka LUK Lublin                | 311    | Luciano Palonsky     |
| 19.01.2024      | 20:30 | GKS Katowice                       | 0:3 (18:25, 14:25, 21:25)               | Projekt Warszawa                   | 511    | Andrzej Wrona        |
| 20.01.2024      | 14:45 | Indykpol AZS Olsztyn               | 0:3 (22:25, 20:25, 22:25)               | Jastrzębski Węgiel                 | 4043   | Norbert Huber        |
| 20.01.2024      | 17:30 | PSG Stal Nysa                      | 0:3 (21:25, 17:25, 22:25)               | Grupa Azoty ZAKSA Kędzierzyn-Koźle | 2500   | Marcin Janusz        |
| 20.01.2024      | 20:30 | Trefl Gdańsk                       | 3:0 (25:18, 25:16, 25:22)               | Enea Czarni Radom                  | 2250   | Kamil Droszyński     |
| 21.01.2024      | 14:45 | Asseco Resovia Rzeszów             | 3:1 (25:14, 21:25, 25:15, 25:22)        | Ślepsk Malow Suwałki               | 2600   | Yacine Louati        |
| 21.01.2024      | 17:30 | Exact Systems Hemarpol Częstochowa | 0:3 (23:25, 20:25, 18:25)               | Aluron CMC Warta Zawiercie         | 2998   | Miguel Tavares       |
| 18. KOLEJKA     |       |                                    |                                         |                                    |        |                      |
| 23.01.2024      | 17:30 | Bogdanka LUK Lublin                | 3:2 (25:13, 16:25, 25:23, 17:25, 15:4)  | KGHM Cuprum Lubin                  | 1719   | Marcin Komenda       |
| 23.01.2024      | 20:30 | Jastrzębski Węgiel                 | 3:0 (25:20, 27:25, 25:19)               | Exact Systems Hemarpol Częstochowa | 1858   | Jean Patry           |
| 24.01.2024      | 15:45 | PGE GiEK Skra Bełchatów            | 3:1 (25:20, 22:25, 25:17, 25:23)        | PSG Stal Nysa                      | 1241   | Dawid Konarski       |
| 24.01.2024      | 18:20 | Trefl Gdańsk                       | 3:0 (25:17, 25:17, 25:18)               | Barkom-Każany Lwów                 | 1950   | Alaksiej Nasiewicz   |
| 24.01.2024      | 21:00 | Projekt Warszawa                   | 3:0 (25:17, 25:12, 25:22)               | Enea Czarni Radom                  | 1150   | Jan Firlej           |
| 25.01.2024      | 15:45 | Grupa Azoty ZAKSA Kędzierzyn-Koźle | 3:2 (19:25, 25:20, 27:29, 25:23, 15:13) | Indykpol AZS Olsztyn               | 1950   | Łukasz Kaczmarek     |
| 25.01.2024      | 18:20 | Aluron CMC Warta Zawiercie         | 3:1 (21:25, 25:18, 29:27, 25:23)        | Asseco Resovia Rzeszów             | 1500   | Karol Butryn         |
| 25.01.2024      | 21:00 | Ślepsk Malow Suwałki               | 3:2 (22:25, 25:22, 25:20, 17:25, 15:12) | GKS Katowice                       | 950    | Žiga Štern           |
| 19. KOLEJKA     |       |                                    |                                         |                                    |        |                      |
| 27.01.2024      | 14:45 | Bogdanka LUK Lublin                | 3:0 (25:17, 27:25, 25:19)               | PGE GiEK Skra Bełchatów            | 3537   | Damian Schulz        |
| 27.01.2024      | 17:30 | Barkom-Każany Lwów                 | 0:3 (17:25, 13:25, 19:25)               | Projekt Warszawa                   | 914    | Damian Wojtaszek     |
| 28.01.2024      | 14:45 | Asseco Resovia Rzeszów             | 1:3 (21:25, 25:22, 21:25, 14:25)        | Jastrzębski Węgiel                 | 4300   | Norbert Huber        |
| 28.01.2024      | 17:30 | GKS Katowice                       | 1:3 (18:25, 26:24, 22:25, 23:25)        | Aluron CMC Warta Zawiercie         | 688    | Mateusz Bieniek      |
| 29.01.2024      | 17:30 | Indykpol AZS Olsztyn               | 2:3 (25:16, 28:30, 22:25, 25:23, 10:15) | PSG Stal Nysa                      | 4000   | Remigiusz Kapica     |
| 29.01.2024      | 20:30 | Enea Czarni Radom                  | 3:1 (25:22, 23:25, 25:20, 25:20)        | Ślepsk Malow Suwałki               | 1435   | Bartosz Gomułka      |
| 30.01.2024      | 17:30 | KGHM Cuprum Lubin                  | 3:2 (25:21, 20:25, 21:25, 25:21, 15:10) | Trefl Gdańsk                       | 506    | Jake Hanes           |
| 01.03.2024      | 17:30 | Exact Systems Hemarpol Częstochowa | 0:3 (17:25, 22:25, 19:25)               | Grupa Azoty ZAKSA Kędzierzyn-Koźle | 2833   | Bartłomiej Kluth     |
| 20. KOLEJKA     |       |                                    |                                         |                                    |        |                      |
| 02.02.2024      | 17:30 | PGE GiEK Skra Bełchatów            | 0:3 (23:25, 20:25, 20:25)               | Indykpol AZS Olsztyn               | 1530   | Karol Jankiewicz     |
| 02.02.2024      | 20:30 | PSG Stal Nysa                      | 3:2 (20:25, 26:24, 22:25, 25:22, 15:9)  | Exact Systems Hemarpol Częstochowa | 1684   | Remigiusz Kapica     |
| 03.02.2024      | 14:45 | Jastrzębski Węgiel                 | 3:1 (23:25, 25:18, 25:20, 25:19)        | GKS Katowice                       | 2507   | Jarosław Macionczyk  |
| 03.02.2024      | 20:30 | Ślepsk Malow Suwałki               | 0:3 (23:25, 23:25, 21:25)               | Barkom-Każany Lwów                 | 1250   | Wasyl Tupczij        |
| 04.02.2024      | 14:45 | Grupa Azoty ZAKSA Kędzierzyn-Koźle | 0:3 (17:25, 21:25, 24:26)               | Asseco Resovia Rzeszów             | 2800   | Karol Kłos           |
| 04.02.2024      | 17:30 | Aluron CMC Warta Zawiercie         | 3:0 (25:19, 25:21, 25:20)               | Enea Czarni Radom                  | 1500   | Karol Butryn         |
| 04.02.2024      | 20:30 | Projekt Warszawa                   | 3:0 (25:19, 25:17, 25:19)               | KGHM Cuprum Lubin                  | 1210   | Jan Firlej           |
| 07.02.2024      | 17:30 | Trefl Gdańsk                       | 3:2 (23:25, 24:26, 25:17, 25:23, 15:10) | Bogdanka LUK Lublin                | 2300   | Alaksiej Nasiewicz   |
| 21. KOLEJKA     |       |                                    |                                         |                                    |        |                      |
| 07.02.2024      | 20:30 | Exact Systems Hemarpol Częstochowa | 0:3 (24:26, 22:25, 21:25)               | Indykpol AZS Olsztyn               | 1283   | Moritz Karlitzek     |
| 10.02.2024      | 14:45 | Asseco Resovia Rzeszów             | 3:1 (25:13, 25:19, 17:25, 25:16)        | PSG Stal Nysa                      | 2800   | Fabian Drzyzga       |
| 10.02.2024      | 17:30 | Enea Czarni Radom                  | 0:3 (22:25, 20:25, 16:25)               | Jastrzębski Węgiel                 | 3150   | Norbert Huber        |
| 10.02.2024      | 20:30 | GKS Katowice                       | 3:0 (25:10, 32:30, 25:19)               | Grupa Azoty ZAKSA Kędzierzyn-Koźle | 1012   | Marcin Waliński      |
| 11.02.2024      | 14:45 | Bogdanka LUK Lublin                | 3:1 (25:19, 25:22, 20:25, 25:22)        | Projekt Warszawa                   | 4000   | Marcin Komenda       |
| 11.02.2024      | 17:30 | Trefl Gdańsk                       | 2:3 (19:25, 21:25, 25:22, 27:25, 11:15) | PGE GiEK Skra Bełchatów            | 3850   | Adrian Aciobăniței   |
| 11.02.2024      | 20:30 | Barkom-Każany Lwów                 | 3:2 (18:25, 27:25, 29:31, 25:19, 16:14) | Aluron CMC Warta Zawiercie         | 750    | Illa Kowalow         |
| 12.02.2024      | 20:30 | KGHM Cuprum Lubin                  | 3:1 (25:23, 16:25, 25:23, 25:14)        | Ślepsk Malow Suwałki               | 303    | Paweł Pietraszko     |
| 22. KOLEJKA     |       |                                    |                                         |                                    |        |                      |
| 16.02.2024      | 20:30 | Grupa Azoty ZAKSA Kędzierzyn-Koźle | 3:0 (25:19, 25:18, 25:19)               | Enea Czarni Radom                  | 1803   | Erik Shoji           |
| 17.02.2024      | 14:45 | Indykpol AZS Olsztyn               | 3:1 (25:21, 18:25, 26:24, 25:20)        | Asseco Resovia Rzeszów             | 4046   | Kuba Hawryluk        |
| 17.02.2024      | 17:30 | Jastrzębski Węgiel                 | 0:3 (17:25, 23:25, 25:27)               | Barkom-Każany Lwów                 | 2668   | Wasyl Tupczij        |
| 17.02.2024      | 20:30 | Aluron CMC Warta Zawiercie         | 3:1 (25:18, 25:21, 19:25, 25:19)        | KGHM Cuprum Lubin                  | 1500   | Luke Perry           |
| 18.02.2024      | 14:45 | Projekt Warszawa                   | 3:0 (25:20, 25:20, 25:20)               | Trefl Gdańsk                       | 1720   | Jan Firlej           |
| 18.02.2024      | 17:30 | Ślepsk Malow Suwałki               | 1:3 (21:25, 15:25, 25:23, 17:25)        | Bogdanka LUK Lublin                | 1450   | Alexandre Ferreira   |
| 18.02.2024      | 20:30 | PGE GiEK Skra Bełchatów            | 3:0 (25:22, 25:23, 25:12)               | Exact Systems Hemarpol Częstochowa | 1252   | Bartłomiej Lemański  |
| 19.02.2024      | 17:30 | PSG Stal Nysa                      | 3:1 (33:31, 19:25, 25:22, 25:13)        | GKS Katowice                       | 2380   | Zouheir El Graoui    |
| 23. KOLEJKA     |       |                                    |                                         |                                    |        |                      |
| 24.02.2024      | 14:45 | Barkom-Każany Lwów                 | 1:3 (25:20, 22:25, 23:25, 23:25)        | Grupa Azoty ZAKSA Kędzierzyn-Koźle | 953    | Daniel Chițigoi      |
| 24.02.2024      | 17:30 | KGHM Cuprum Lubin                  | 1:3 (25:21, 11:25, 16:25, 20:25)        | Jastrzębski Węgiel                 | 2488   | Tomasz Fornal        |
| 24.02.2024      | 20:30 | Bogdanka LUK Lublin                | 0:3 (21:25, 19:25, 21:25)               | Aluron CMC Warta Zawiercie         | 4100   | Karol Butryn         |
| 25.02.2024      | 14:45 | Asseco Resovia Rzeszów             | 1:3 (25:17, 19:25, 20:25, 25:27)        | Exact Systems Hemarpol Częstochowa | 2400   | Aymen Bouguerra      |
| 25.02.2024      | 17:30 | Trefl Gdańsk                       | 3:1 (25:20, 22:25, 25:16, 25:18)        | Ślepsk Malow Suwałki               | 2650   | Mikołaj Sawicki      |
| 26.02.2024      | 17:30 | GKS Katowice                       | 3:2 (18:25, 25:23, 23:25, 25:20, 15:10) | Indykpol AZS Olsztyn               | 396    | Jakub Jarosz         |
| 26.02.2024      | 20:30 | Enea Czarni Radom                  | 3:1 (25:23, 21:25, 25:16, 30:28)        | PSG Stal Nysa                      | 4139   | Wiktor Rajsner       |
| 20.03.2024      | 20:30 | Projekt Warszawa                   | 3:0 (25:23, 25:23, 25:22)               | PGE GiEK Skra Bełchatów            | 2100   | Artur Szalpuk        |
| 24. KOLEJKA     |       |                                    |                                         |                                    |        |                      |
| 05.03.2024      | 15:45 | KGHM Cuprum Lubin                  | 0:3 (14:25, 20:25, 20:25)               | Grupa Azoty ZAKSA Kędzierzyn-Koźle | 1558   | Marcin Janusz        |
| 05.03.2024      | 18:20 | Indykpol AZS Olsztyn               | 3:1 (23:25, 25:22, 25:17, 25:19)        | Enea Czarni Radom                  | 4046   | Joshua Tuaniga       |
| 05.03.2024      | 21:00 | PSG Stal Nysa                      | 3:0 (25:23, 25:18, 25:18)               | Barkom-Każany Lwów                 | 910    | Maciej Muzaj         |
| 06.03.2024      | 15:45 | Exact Systems Hemarpol Częstochowa | 3:2 (25:21, 25:19, 22:25, 21:25, 16:14) | GKS Katowice                       | 1053   | Dawid Dulski         |
| 06.03.2024      | 18:20 | Trefl Gdańsk                       | 2:3 (11:25, 22:25, 25:23, 25:22, 11:15) | Aluron CMC Warta Zawiercie         | 2700   | Luke Perry           |
| 06.03.2024      | 21:00 | PGE GiEK Skra Bełchatów            | 0:3 (22:25, 23:25, 24:26)               | Asseco Resovia Rzeszów             | 1353   | Stéphen Boyer        |
| 07.03.2024      | 15:45 | Jastrzębski Węgiel                 | 3:0 (25:21, 25:15, 25:23)               | Bogdanka LUK Lublin                | 1767   | Jakub Popiwczak      |
| 07.03.2024      | 18:20 | Ślepsk Malow Suwałki               | 1:3 (14:25, 25:14, 27:29, 18:25)        | Projekt Warszawa                   | 1290   | Artur Szalpuk        |
| 25. KOLEJKA     |       |                                    |                                         |                                    |        |                      |
| 29.02.2024      | 17:00 | Ślepsk Malow Suwałki               | 3:2 (21:25, 25:13, 18:25, 25:19, 15:10) | PGE GiEK Skra Bełchatów            | 900    | Bartosz Filipiak     |
| 09.03.2024      | 14:45 | GKS Katowice                       | 2:3 (25:21, 25:20, 20:25, 25:27, 9:15)  | Asseco Resovia Rzeszów             | 817    | Jakub Kochanowski    |
| 09.03.2024      | 17:30 | Trefl Gdańsk                       | 3:2 (20:25, 30:28, 28:26, 20:25, 15:13) | Jastrzębski Węgiel                 | 6200   | Jan Martínez Franchi |
| 09.03.2024      | 20:30 | Barkom-Każany Lwów                 | 3:0 (25:19, 25:17, 26:24)               | Indykpol AZS Olsztyn               | 460    | Luciano Palonsky     |
| 10.03.2024      | 14:45 | Bogdanka LUK Lublin                | 3:0 (25:16, 25:21, 25:21)               | Grupa Azoty ZAKSA Kędzierzyn-Koźle | 4119   | Mateusz Malinowski   |
| 10.03.2024      | 17:30 | Projekt Warszawa                   | 3:1 (32:30, 25:21, 24:26, 25:23)        | Aluron CMC Warta Zawiercie         | 4630   | Bartłomiej Bołądź    |
| 10.03.2024      | 20:30 | KGHM Cuprum Lubin                  | 2:3 (19:25, 25:17, 25:18, 23:25, 6:15)  | PSG Stal Nysa                      | 353    | Remigiusz Kapica     |
| 11.03.2024      | 17:30 | Enea Czarni Radom                  | 3:0 (25:15, 25:16, 25:21)               | Exact Systems Hemarpol Częstochowa | 1468   | Konrad Formela       |
| 26. KOLEJKA     |       |                                    |                                         |                                    |        |                      |
| 13.03.2024      | 17:15 | PSG Stal Nysa                      | 1:3 (21:25, 25:21, 25:27, 23:25)        | Bogdanka LUK Lublin                | 2473   | Damian Schulz        |
| 15.03.2024      | 17:30 | PGE GiEK Skra Bełchatów            | 3:1 (25:18, 25:19, 25:27, 25:18)        | GKS Katowice                       | 1298   | Bartłomiej Lipiński  |
| 15.03.2024      | 20:30 | Asseco Resovia Rzeszów             | 3:0 (25:18, 25:15, 25:19)               | Enea Czarni Radom                  | 1400   | Bartłomiej Mordyl    |
| 16.03.2024      | 20:30 | Jastrzębski Węgiel                 | 3:0 (25:23, 25:23, 25:23)               | Projekt Warszawa                   | 2758   | Rafał Szymura        |
| 17.03.2024      | 18:00 | Grupa Azoty ZAKSA Kędzierzyn-Koźle | 1:3 (25:16, 20:25, 21:25, 17:25)        | Trefl Gdańsk                       | 2283   | Lukas Kampa          |
| 17.03.2024      | 20:30 | Aluron CMC Warta Zawiercie         | 3:2 (24:26, 24:26, 25:22, 25:20, 15:10) | Ślepsk Malow Suwałki               | 1500   | Karol Butryn         |
| 18.03.2024      | 17:30 | Indykpol AZS Olsztyn               | 2:3 (23:25, 27:25, 26:24, 21:25, 10:15) | KGHM Cuprum Lubin                  | 4046   | Paweł Pietraszko     |
| 19.03.2024      | 17:30 | Exact Systems Hemarpol Częstochowa | 0:3 (25:27, 23:25, 24:26)               | Barkom-Każany Lwów                 | 1144   | Illa Kowalow         |
| 27. KOLEJKA     |       |                                    |                                         |                                    |        |                      |
| 22.03.2024      | 17:30 | Trefl Gdańsk                       | 1:3 (25:23, 22:25, 24:26, 24:26)        | PSG Stal Nysa                      | 9200   | Nicolas Zerba        |
| 22.03.2024      | 20:30 | Barkom-Każany Lwów                 | 3:1 (19:25, 25:20, 25:18, 25:22)        | Asseco Resovia Rzeszów             | 983    | Luciano Palonsky     |
| 23.03.2024      | 17:30 | KGHM Cuprum Lubin                  | 3:2 (19:25, 25:19, 30:28, 22:25, 15:12) | Exact Systems Hemarpol Częstochowa | 711    | Jake Hanes           |
| 24.03.2024      | 14:45 | Bogdanka LUK Lublin                | 3:2 (15:25, 17:25, 25:23, 25:14, 16:14) | Indykpol AZS Olsztyn               | 3711   | Jakub Wachnik        |
| 24.03.2024      | 17:30 | Ślepsk Malow Suwałki               | 2:3 (18:25, 25:20, 25:23, 17:25, 8:15)  | Jastrzębski Węgiel                 | 2120   | Rafał Szymura        |
| 24.03.2024      | 20:30 | Aluron CMC Warta Zawiercie         | 3:1 (22:25, 32:30, 25:23, 25:18)        | PGE GiEK Skra Bełchatów            | 1500   | Michał Kozłowski     |
| 25.03.2024      | 17:30 | Enea Czarni Radom                  | 3:0 (25:21, 25:20, 25:20)               | GKS Katowice                       | 2543   | Konrad Formela       |
| 25.03.2024      | 20:30 | Projekt Warszawa                   | 3:2 (21:25, 16:25, 25:23, 25:20, 18:16) | Grupa Azoty ZAKSA Kędzierzyn-Koźle | 4050   | Linus Weber          |
| 28. KOLEJKA     |       |                                    |                                         |                                    |        |                      |
| 28.03.2024      | 17:30 | Asseco Resovia Rzeszów             | 3:0 (25:23, 25:17, 25:22)               | KGHM Cuprum Lubin                  | 1100   | Torey Defalco        |
| 28.03.2024      | 20:30 | GKS Katowice                       | 3:2 (20:25, 25:19, 26:28, 25:18, 15:13) | Barkom-Każany Lwów                 | 253    | Lukáš Vašina         |
| 29.03.2024      | 17:30 | PSG Stal Nysa                      | 3:2 (20:25, 20:25, 26:24, 25:17, 15:11) | Projekt Warszawa                   | 2240   | Michał Gierżot       |
| 29.03.2024      | 20:30 | Grupa Azoty ZAKSA Kędzierzyn-Koźle | 1:3 (25:16, 21:25, 21:25, 23:25)        | Ślepsk Malow Suwałki               | 1750   | Žiga Štern           |
| 30.03.2024      | 12:30 | PGE GiEK Skra Bełchatów            | 3:1 (25:21, 25:23, 22:25, 25:16)        | Enea Czarni Radom                  | 1060   | Adrian Aciobăniței   |
| 30.03.2024      | 14:45 | Jastrzębski Węgiel                 | 1:3 (10:25, 21:25, 25:23, 21:25)        | Aluron CMC Warta Zawiercie         | 3100   | Karol Butryn         |
| 30.03.2024      | 17:30 | Indykpol AZS Olsztyn               | 1:3 (25:19, 19:25, 21:25, 27:29)        | Trefl Gdańsk                       | 4046   | Kewin Sasak          |
| 30.03.2024      | 20:30 | Exact Systems Hemarpol Częstochowa | 0:3 (19:25, 16:25, 21:25)               | Bogdanka LUK Lublin                | 1305   | Damian Schulz        |
| 29. KOLEJKA     |       |                                    |                                         |                                    |        |                      |
| 01.04.2024      | 20:30 | KGHM Cuprum Lubin                  | 3:0 (25:22, 25:23, 25:19)               | GKS Katowice                       | 356    | Paweł Pietraszko     |
| 02.04.2024      | 15:45 | Ślepsk Malow Suwałki               | 3:2 (25:17, 23:25, 25:17, 24:26, 15:9)  | PSG Stal Nysa                      | 1121   | Bartosz Filipiak     |
| 02.04.2024      | 21:00 | Aluron CMC Warta Zawiercie         | 3:0 (25:19, 25:17, 25:23)               | Grupa Azoty ZAKSA Kędzierzyn-Koźle | 1500   | Luke Perry           |
| 03.04.2024      | 15:45 | Jastrzębski Węgiel                 | 3:0 (25:20, 25:20, 25:19)               | PGE GiEK Skra Bełchatów            | 1916   | Marko Sedlaček       |
| 03.04.2024      | 18:20 | Bogdanka LUK Lublin                | 1:3 (23:25, 23:25, 25:23, 17:25)        | Asseco Resovia Rzeszów             | 4080   | Michał Potera        |
| 03.04.2024      | 21:00 | Projekt Warszawa                   | 2:3 (18:25, 25:18, 23:25, 36:34, 15:17) | Indykpol AZS Olsztyn               | 1110   | Alan Souza           |
| 04.04.2024      | 17:30 | Trefl Gdańsk                       | 3:0 (27:25, 25:14, 25:22)               | Exact Systems Hemarpol Częstochowa | 2050   | Lukas Kampa          |
| 04.04.2024      | 20:30 | Barkom-Każany Lwów                 | 2:3 (25:19, 19:25, 25:21, 21:25, 10:15) | Enea Czarni Radom                  | 451    | Bartosz Gomułka      |
| 30. KOLEJKA     |       |                                    |                                         |                                    |        |                      |
| 06.04.2024      | 14:45 | Jastrzębski Węgiel                 | 3:1 (25:21, 20:25, 25:13, 25:19)        | Grupa Azoty ZAKSA Kędzierzyn-Koźle | 2861   | Tomasz Fornal        |
| 06.04.2024      | 17:30 | Indykpol AZS Olsztyn               | 3:1 (25:22, 25:18, 23:25, 25:22)        | Ślepsk Malow Suwałki               | 4046   | Joshua Tuaniga       |
| 06.04.2024      | 20:30 | PSG Stal Nysa                      | 3:1 (25:18, 22:25, 25:22, 25:15)        | Aluron CMC Warta Zawiercie         | 2284   | Kamil Kosiba         |
| 07.04.2024      | 14:45 | Asseco Resovia Rzeszów             | 3:1 (26:24, 21:25, 25:20, 25:15)        | Trefl Gdańsk                       | 2750   | Adrian Staszewski    |
| 07.04.2024      | 17:30 | PGE GiEK Skra Bełchatów            | 3:0 (27:25, 25:23, 25:17)               | Barkom-Każany Lwów                 | 1100   | Benjamin Diez        |
| 07.04.2024      | 20:30 | Exact Systems Hemarpol Częstochowa | 0:3 (17:25, 21:25, 14:25)               | Projekt Warszawa                   | 1703   | Taylor Averill       |
| 08.04.2024      | 17:30 | GKS Katowice                       | 3:1 (25:23, 25:21, 19:25, 26:24)        | Bogdanka LUK Lublin                | 324    | Damian Domagała      |
| 08.04.2024      | 20:30 | Enea Czarni Radom                  | 1:3 (25:21, 27:29, 18:25, 19:25)        | KGHM Cuprum Lubin                  | 1243   | Kajetan Kubicki      |

### Tabela
| Lp. | Drużyna                            | Pkt | Mecze | Mecze | Mecze | Rodzaj wyniku | Rodzaj wyniku | Rodzaj wyniku | Rodzaj wyniku | Rodzaj wyniku | Rodzaj wyniku | Sety | Sety | Sety  | Małe punkty | Małe punkty | Małe punkty |
| Lp. | Drużyna                            | Pkt | M     | W     | P     | 3:0           | 3:1           | 3:2           | 2:3           | 1:3           | 0:3           | wyg. | prz. | stos. | zdob.       | str.        | stos.       |
| --- | ---------------------------------- | --- | ----- | ----- | ----- | ------------- | ------------- | ------------- | ------------- | ------------- | ------------- | ---- | ---- | ----- | ----------- | ----------- | ----------- |
| 1   | Jastrzębski Węgiel                 | 75  | 30    | 25    | 5     | 14            | 10            | 1             | 1             | 3             | 1             | 80   | 27   | 2.96  | 2586        | 2218        | 1.17        |
| 2   | Aluron CMC Warta Zawiercie         | 70  | 30    | 24    | 6     | 12            | 8             | 4             | 2             | 3             | 1             | 79   | 34   | 2.32  | 2708        | 2421        | 1.12        |
| 3   | Projekt Warszawa                   | 69  | 30    | 23    | 7     | 14            | 7             | 2             | 2             | 3             | 2             | 76   | 32   | 2.38  | 2564        | 2311        | 1.11        |
| 4   | Asseco Resovia Rzeszów             | 61  | 30    | 22    | 8     | 9             | 8             | 5             | 0             | 8             | 0             | 74   | 42   | 1.76  | 2736        | 2544        | 1.08        |
| 5   | Trefl Gdańsk                       | 54  | 30    | 17    | 13    | 9             | 6             | 2             | 5             | 4             | 4             | 65   | 49   | 1.33  | 2624        | 2569        | 1.02        |
| 6   | Bogdanka LUK Lublin                | 52  | 30    | 18    | 12    | 7             | 5             | 6             | 4             | 4             | 4             | 66   | 53   | 1.25  | 2683        | 2620        | 1.02        |
| 7   | PSG Stal Nysa                      | 46  | 30    | 15    | 15    | 4             | 7             | 4             | 5             | 6             | 4             | 61   | 60   | 1.02  | 2668        | 2691        | 0.99        |
| 8   | Indykpol AZS Olsztyn               | 45  | 30    | 13    | 17    | 6             | 5             | 2             | 8             | 4             | 5             | 59   | 60   | 0.98  | 2671        | 2678        | 1           |
| 9   | PGE GiEK Skra Bełchatów            | 42  | 30    | 15    | 15    | 4             | 7             | 4             | 1             | 7             | 7             | 54   | 60   | 0.9   | 2593        | 2584        | 1           |
| 10  | Grupa Azoty ZAKSA Kędzierzyn-Koźle | 39  | 30    | 13    | 17    | 8             | 3             | 2             | 2             | 8             | 7             | 51   | 58   | 0.88  | 2454        | 2499        | 0.98        |
| 11  | Barkom-Każany Lwów                 | 38  | 30    | 13    | 17    | 4             | 5             | 4             | 3             | 6             | 8             | 51   | 64   | 0.8   | 2564        | 2708        | 0.95        |
| 12  | Ślepsk Malow Suwałki               | 29  | 30    | 10    | 20    | 3             | 4             | 3             | 2             | 8             | 10            | 42   | 70   | 0.6   | 2406        | 2583        | 0.93        |
| 13  | KGHM Cuprum Lubin                  | 29  | 30    | 9     | 21    | 4             | 2             | 3             | 5             | 6             | 10            | 43   | 71   | 0.61  | 2452        | 2619        | 0.94        |
| 14  | GKS Katowice                       | 27  | 30    | 9     | 21    | 3             | 2             | 4             | 4             | 7             | 10            | 42   | 73   | 0.58  | 2495        | 2669        | 0.93        |
| 15  | Exact Systems Hemarpol Częstochowa | 24  | 30    | 7     | 23    | 0             | 6             | 1             | 4             | 5             | 14            | 34   | 77   | 0.44  | 2395        | 2628        | 0.91        |
| 16  | Enea Czarni Radom                  | 20  | 30    | 7     | 23    | 2             | 3             | 2             | 1             | 6             | 16            | 29   | 76   | 0.38  | 2228        | 2485        | 0.9         |

Źródło: PlusLiga (pol.)
Punktacja: 3:0 i 3:1 – 3 pkt; 3:2 – 2 pkt; 2:3 – 1 pkt; 1:3 i 0:3 – 0 pkt
Zasady ustalania kolejności: 1. liczba punktów; 2. liczba zwycięstw; 3. stosunek setów; 4. stosunek małych punktów; 5. bilans w bezpośrednich meczach
     faza play-off
     mecze o miejsca 9-14
     spadek do Tauron 1. Ligi

### Miejsca po danych kolejkach
| Drużyna \ Kolejka | 1                          | 2  | 3  | 4  | 5  | 6  | 7  | 8  | 9  | 10 | 11 | 12 | 13 | 14 | 15 | 16 | 17 | 18 | 19 | 20 | 21 | 22 | 23 | 24 | 25 | 26 | 27 | 28 | 29 | 30 |   |
| --- | -------------------------- | -- | -- | -- | -- | -- | -- | -- | -- | -- | -- | -- | -- | -- | -- | -- | -- | -- | -- | -- | -- | -- | -- | -- | -- | -- | -- | -- | -- | -- | - |
| Drużyna \ Kolejka | Aluron CMC Warta Zawiercie | 9  | 13 | 13 | 11 | 5  | 4  | 4  | 4  | 3  | 4  | 4  | 4  | 4  | 3  | 3  | 2  | 2  | 3  | 3  | 3  | 2  | 2  | 2  | 2  | 3  | 2  | 3  | 2  | 2  | 2 |
| Asseco Resovia Rzeszów | 12                         | 7  | 7  | 7  | 7  | 7  | 7  | 5  | 4  | 3  | 3  | 3  | 3  | 4  | 4  | 4  | 4  | 4  | 4  | 4  | 4  | 4  | 4  | 4  | 4  | 4  | 4  | 4  | 4  | 4  |   |
| Barkom-Każany Lwów | 14                         | 11 | 11 | 14 | 11 | 12 | 13 | 11 | 11 | 11 | 10 | 10 | 12 | 12 | 13 | 13 | 12 | 12 | 12 | 11 | 11 | 11 | 11 | 11 | 11 | 11 | 11 | 11 | 11 | 11 |   |
| Bogdanka LUK Lublin | 1                          | 5  | 5  | 5  | 4  | 5  | 5  | 6  | 8  | 7  | 6  | 5  | 6  | 7  | 6  | 5  | 6  | 6  | 6  | 6  | 6  | 5  | 6  | 6  | 6  | 6  | 5  | 5  | 6  | 6  |   |
| Enea Czarni Radom | 16                         | 15 | 15 | 16 | 16 | 16 | 16 | 16 | 16 | 16 | 16 | 16 | 16 | 16 | 16 | 16 | 16 | 16 | 16 | 16 | 16 | 16 | 16 | 16 | 16 | 16 | 16 | 16 | 16 | 16 |   |
| Exact Systems Hemarpol Częstochowa | 10                         | 14 | 14 | 12 | 14 | 14 | 12 | 14 | 14 | 12 | 13 | 12 | 11 | 10 | 11 | 12 | 13 | 13 | 13 | 13 | 14 | 14 | 12 | 12 | 12 | 13 | 13 | 14 | 15 | 15 |   |
| GKS Katowice | 15                         | 16 | 16 | 15 | 15 | 15 | 15 | 15 | 15 | 15 | 15 | 15 | 14 | 13 | 14 | 14 | 14 | 14 | 14 | 14 | 13 | 13 | 13 | 14 | 14 | 14 | 15 | 13 | 14 | 14 |   |
| Grupa Azoty ZAKSA Kędzierzyn-Koźle | 6                          | 4  | 4  | 6  | 8  | 6  | 6  | 7  | 6  | 6  | 8  | 9  | 8  | 9  | 9  | 10 | 9  | 8  | 9  | 10 | 10 | 10 | 9  | 7  | 7  | 8  | 9  | 10 | 10 | 10 |   |
| Indykpol AZS Olsztyn | 8                          | 8  | 10 | 8  | 10 | 9  | 10 | 9  | 9  | 9  | 7  | 7  | 9  | 8  | 8  | 8  | 10 | 10 | 10 | 8  | 7  | 7  | 7  | 8  | 8  | 7  | 8  | 8  | 8  | 8  |   |
| Jastrzębski Węgiel | 4                          | 1  | 1  | 2  | 2  | 1  | 1  | 1  | 1  | 1  | 1  | 1  | 2  | 1  | 1  | 1  | 1  | 1  | 1  | 1  | 1  | 1  | 1  | 1  | 1  | 1  | 1  | 1  | 1  | 1  |   |
| KGHM Cuprum Lubin | 3                          | 6  | 8  | 9  | 12 | 10 | 11 | 12 | 12 | 13 | 14 | 14 | 15 | 15 | 15 | 15 | 15 | 15 | 15 | 15 | 15 | 15 | 15 | 15 | 15 | 15 | 14 | 15 | 13 | 13 |   |
| PGE GiEK Skra Bełchatów | 11                         | 10 | 9  | 10 | 13 | 13 | 14 | 13 | 13 | 14 | 12 | 13 | 10 | 11 | 10 | 9  | 8  | 7  | 7  | 9  | 8  | 8  | 8  | 10 | 10 | 10 | 10 | 9  | 9  | 9  |   |
| Projekt Warszawa | 5                          | 2  | 2  | 3  | 1  | 2  | 2  | 2  | 2  | 2  | 2  | 2  | 1  | 2  | 2  | 3  | 3  | 2  | 2  | 2  | 3  | 3  | 3  | 3  | 2  | 3  | 2  | 3  | 3  | 3  |   |
| PSG Stal Nysa | 13                         | 12 | 12 | 13 | 9  | 11 | 8  | 8  | 7  | 8  | 9  | 8  | 7  | 6  | 7  | 7  | 7  | 9  | 8  | 7  | 9  | 9  | 10 | 9  | 9  | 9  | 7  | 7  | 7  | 7  |   |
| Ślepsk Malow Suwałki | 7                          | 9  | 6  | 4  | 6  | 8  | 9  | 10 | 10 | 10 | 11 | 11 | 13 | 14 | 12 | 11 | 11 | 11 | 11 | 12 | 12 | 12 | 14 | 13 | 13 | 12 | 12 | 12 | 12 | 12 |   |
| Trefl Gdańsk | 2                          | 3  | 3  | 1  | 3  | 3  | 3  | 3  | 5  | 5  | 5  | 6  | 5  | 5  | 5  | 6  | 5  | 5  | 5  | 5  | 5  | 6  | 5  | 5  | 5  | 5  | 6  | 6  | 5  | 5  |   |
| Uwagi: - Zestawienie nie uwzględnia w danej kolejce meczów przełożonych na późniejsze terminy, natomiast uwzględnia mecze rozegrane awansem. Miejsce zajmowane przez drużynę, która rozegrała mniej meczów, wyróżniono kursywą, natomiast podkreśleniem – drużynę, która rozegrała więcej meczów niż wynika to z numeru kolejki. |                            |    |    |    |    |    |    |    |    |    |    |    |    |    |    |    |    |    |    |    |    |    |    |    |    |    |    |    |    |    |   |

## Faza play-off

### Drabinka
|  |              |                            |              |                            |              |   |   |                            |                        |           |                  |                    |                    |                    |                    |                    |       |       |       |
|  | Ćwierćfinały | Ćwierćfinały               | Ćwierćfinały | Ćwierćfinały               | Ćwierćfinały |   |   | Półfinały                  | Półfinały              | Półfinały | Półfinały        | Półfinały          |                    |                    | Finał              | Finał              | Finał | Finał | Finał |
|  | Ćwierćfinały | Ćwierćfinały               | Ćwierćfinały | Ćwierćfinały               | Ćwierćfinały |   |   | Półfinały                  | Półfinały              | Półfinały | Półfinały        | Półfinały          |                    |                    | Finał              | Finał              | Finał | Finał | Finał |
|  |              |                            |              |                            |              |   |   |                            |                        |           |                  |                    |                    |                    |                    |                    |       |       |       |
|  |              |                            |              |                            |              |   |   |                            |                        |           |                  |                    |                    |                    |                    |                    |       |       |       |
|  | 1            | Jastrzębski Węgiel         | 3            | 3                          |              |   |   |                            |                        |           |                  |                    |                    |                    |                    |                    |       |       |       |
|  | 1            | Jastrzębski Węgiel         | 3            | 3                          |              |   |   |                            |                        |           |                  |                    |                    |                    |                    |                    |       |       |       |
|  | 8            | Indykpol AZS Olsztyn       | 0            | 1                          |              |   |   |                            |                        |           |                  |                    |                    |                    |                    |                    |       |       |       |
|  | 8            | Indykpol AZS Olsztyn       | 0            | 1                          |              |   | 1 | Jastrzębski Węgiel         | 3                      | 3         |                  |                    |                    |                    |                    |                    |       |       |       |
|  |              |                            |              |                            |              |   | 1 | Jastrzębski Węgiel         | 3                      | 3         |                  |                    |                    |                    |                    |                    |       |       |       |
|  |              |                            | 4            | Asseco Resovia Rzeszów     | 2            | 2 |   |                            |                        |           |                  |                    |                    |                    |                    |                    |       |       |       |
|  | 4            | Asseco Resovia Rzeszów     | 4            | Asseco Resovia Rzeszów     | 2            | 2 | 3 | 3                          |                        |           |                  |                    |                    |                    |                    |                    |       |       |       |
|  | 4            | Asseco Resovia Rzeszów     |              |                            |              |   |   |                            |                        |           |                  |                    |                    |                    |                    |                    |       |       |       |
|  | 5            | Trefl Gdańsk               | 2            | 1                          |              |   |   |                            |                        |           |                  |                    |                    |                    |                    |                    |       |       |       |
|  | 5            | Trefl Gdańsk               | 2            | 1                          |              |   | 1 | Jastrzębski Węgiel         | 3                      | 1         | 3                |                    |                    |                    |                    |                    |       |       |       |
|  |              |                            |              |                            |              |   |   |                            |                        |           |                  |                    |                    |                    |                    |                    |       |       |       |
|  |              |                            | 2            | Aluron CMC Warta Zawiercie | 0            | 3 | 1 |                            |                        |           |                  |                    |                    |                    |                    |                    |       |       |       |
|  | 2            | Aluron CMC Warta Zawiercie | 2            | Aluron CMC Warta Zawiercie | 0            | 3 | 1 | 3                          | 3                      |           |                  |                    |                    |                    |                    |                    |       |       |       |
|  | 2            | Aluron CMC Warta Zawiercie |              |                            |              |   |   |                            |                        |           |                  |                    |                    |                    |                    |                    |       |       |       |
|  | 7            | PSG Stal Nysa              | 0            | 2                          |              |   |   |                            |                        |           |                  |                    |                    |                    |                    |                    |       |       |       |
|  | 7            | PSG Stal Nysa              | 0            | 2                          |              |   | 2 | Aluron CMC Warta Zawiercie | 3                      | 3         |                  | Mecze o 3. miejsce | Mecze o 3. miejsce | Mecze o 3. miejsce | Mecze o 3. miejsce | Mecze o 3. miejsce |       |       |       |
|  |              |                            |              |                            |              |   | 2 | Aluron CMC Warta Zawiercie | 3                      | 3         |                  | Mecze o 3. miejsce | Mecze o 3. miejsce | Mecze o 3. miejsce | Mecze o 3. miejsce | Mecze o 3. miejsce |       |       |       |
|  |              |                            | 3            | Projekt Warszawa           | 0            | 1 |   |                            |                        |           |                  |                    |                    |                    |                    |                    |       |       |       |
|  | 3            | Projekt Warszawa           | 3            | Projekt Warszawa           | 0            | 1 | 3 | 0                          | 15                     |           |                  |                    |                    |                    |                    |                    |       |       |       |
|  | 3            | Projekt Warszawa           |              |                            |              |   |   |                            |                        | 3         | Projekt Warszawa | 3                  | 3                  |                    |                    |                    |       |       |       |
|  | 6            | Bogdanka LUK Lublin        | 1            | 3                          | 12           |   |   |                            |                        | 3         | Projekt Warszawa | 3                  | 3                  |                    |                    |                    |       |       |       |
|  | 6            | Bogdanka LUK Lublin        | 1            | 3                          | 12           |   |   | 4                          | Asseco Resovia Rzeszów | 0         | 0                |                    |                    |                    |                    |                    |       |       |       |
|  |              |                            |              |                            |              |   |   | 4                          | Asseco Resovia Rzeszów | 0         | 0                |                    |                    |                    |                    |                    |       |       |       |

### I runda

#### Ćwierćfinały
(dwumecz, przy remisie złoty set)
| Data                           | Godz.                          | Gospodarz                      | Rezultat                                | Gość                       | Widzów                   | MVP                      |
| ------------------------------ | ------------------------------ | ------------------------------ | --------------------------------------- | -------------------------- | ------------------------ | ------------------------ |
| Jastrzębski Węgiel (1)         | Jastrzębski Węgiel (1)         | Jastrzębski Węgiel (1)         | 2 – 0                                   | (8) Indykpol AZS Olsztyn   | (8) Indykpol AZS Olsztyn | (8) Indykpol AZS Olsztyn |
| 10.04.2024                     | 18:20                          | Indykpol AZS Olsztyn           | 0:3 (18:25, 16:25, 19:25)               | Jastrzębski Węgiel         | 4046                     | Tomasz Fornal            |
| 13.04.2024                     | 14:45                          | Jastrzębski Węgiel             | 3:1 (21:25, 25:14, 25:13, 25:23)        | Indykpol AZS Olsztyn       | 2046                     | Tomasz Fornal            |
| Asseco Resovia Rzeszów (4)     | Asseco Resovia Rzeszów (4)     | Asseco Resovia Rzeszów (4)     | 2 – 0                                   | (5) Trefl Gdańsk           | (5) Trefl Gdańsk         | (5) Trefl Gdańsk         |
| 11.04.2024                     | 18:20                          | Trefl Gdańsk                   | 2:3 (19:25, 27:25, 25:23, 16:25, 11:15) | Asseco Resovia Rzeszów     | 3150                     | Torey Defalco            |
| 14.04.2024                     | 17:30                          | Asseco Resovia Rzeszów         | 3:1 (26:28, 25:23, 25:14, 25:16)        | Trefl Gdańsk               | 3300                     | Jakub Bucki              |
| Aluron CMC Warta Zawiercie (2) | Aluron CMC Warta Zawiercie (2) | Aluron CMC Warta Zawiercie (2) | 2 – 0                                   | (7) PSG Stal Nysa          | (7) PSG Stal Nysa        | (7) PSG Stal Nysa        |
| 10.04.2024                     | 21:00                          | PSG Stal Nysa                  | 0:3 (26:28, 19:25, 19:25)               | Aluron CMC Warta Zawiercie | 2159                     | Miguel Tavares           |
| 13.04.2024                     | 17:30                          | Aluron CMC Warta Zawiercie     | 3:2 (23:25, 20:25, 25:15, 25:21, 15:9)  | PSG Stal Nysa              |                          | Bartosz Kwolek           |
| Projekt Warszawa (3)           | Projekt Warszawa (3)           | Projekt Warszawa (3)           | 1 – 1                                   | (6) Bogdanka LUK Lublin    | (6) Bogdanka LUK Lublin  | (6) Bogdanka LUK Lublin  |
| 11.04.2024                     | 21:00                          | Bogdanka LUK Lublin            | 1:3 (25:16, 13:25, 19:25, 19:25)        | Projekt Warszawa           | 3739                     | Bartłomiej Bołądź        |
| 14.04.2024                     | 14:45                          | Projekt Warszawa               | 0:3 (20:25, 22:25, 19:25)               | Bogdanka LUK Lublin        | 1800                     | Damian Schulz            |
| —                              | —                              | Projekt Warszawa               | złoty set: 15:12                        | Bogdanka LUK Lublin        | —                        | Andrzej Wrona            |

#### Mecze o 9. miejsce
(dwumecz, przy remisie złoty set)
| Data                        | Godz.                       | Gospodarz                          | Rezultat                               | Gość                                    | Widzów                                  | MVP                                     |
| --------------------------- | --------------------------- | ---------------------------------- | -------------------------------------- | --------------------------------------- | --------------------------------------- | --------------------------------------- |
| PGE GiEK Skra Bełchatów (9) | PGE GiEK Skra Bełchatów (9) | PGE GiEK Skra Bełchatów (9)        | 2 – 0                                  | (10) Grupa Azoty ZAKSA Kędzierzyn-Koźle | (10) Grupa Azoty ZAKSA Kędzierzyn-Koźle | (10) Grupa Azoty ZAKSA Kędzierzyn-Koźle |
| 14.04.2024                  | 20:30                       | Grupa Azoty ZAKSA Kędzierzyn-Koźle | 1:3 (22:25, 25:18, 22:25, 19:25)       | PGE GiEK Skra Bełchatów                 | 1310                                    | Mateusz Poręba                          |
| 17.04.2024                  | 15:00                       | PGE GiEK Skra Bełchatów            | 2:3 (18:25, 25:22, 25:22, 16:25, 9:15) | Grupa Azoty ZAKSA Kędzierzyn-Koźle      | 759                                     | Erik Shoji                              |

#### Mecze o 11. miejsce
(dwumecz, przy remisie złoty set)
| Data                    | Godz.                   | Gospodarz               | Rezultat                         | Gość                      | Widzów                    | MVP                       |
| ----------------------- | ----------------------- | ----------------------- | -------------------------------- | ------------------------- | ------------------------- | ------------------------- |
| Barkom-Każany Lwów (11) | Barkom-Każany Lwów (11) | Barkom-Każany Lwów (11) | 0 – 2                            | (12) Ślepsk Malow Suwałki | (12) Ślepsk Malow Suwałki | (12) Ślepsk Malow Suwałki |
| 15.04.2024              | 17:30                   | Ślepsk Malow Suwałki    | 3:0 (25:19, 25:15, 25:13)        | Barkom-Każany Lwów        | 1060                      | Łukasz Rudzewicz          |
| 21.04.2024              | 20:30                   | Barkom-Każany Lwów      | 1:3 (21:25, 25:15, 21:25, 18:25) | Ślepsk Malow Suwałki      | 180                       | Arkadiusz Żakieta         |

#### Mecze o 13. miejsce
(dwumecz, przy remisie złoty set)
| Data                   | Godz.                  | Gospodarz              | Rezultat                         | Gość              | Widzów            | MVP               |
| ---------------------- | ---------------------- | ---------------------- | -------------------------------- | ----------------- | ----------------- | ----------------- |
| KGHM Cuprum Lubin (13) | KGHM Cuprum Lubin (13) | KGHM Cuprum Lubin (13) | 1 – 1                            | (14) GKS Katowice | (14) GKS Katowice | (14) GKS Katowice |
| 15.04.2024             | 20:30                  | GKS Katowice           | 3:0 (25:20, 25:18, 25:23)        | KGHM Cuprum Lubin | 272               | Marcin Waliński   |
| 22.04.2024             | 18:00                  | KGHM Cuprum Lubin      | 3:1 (23:25, 25:19, 25:20, 26:24) | GKS Katowice      | 483               | Kamil Kwasowski   |
| —                      | —                      | KGHM Cuprum Lubin      | złoty set: 15:17                 | GKS Katowice      | —                 | Jonas Kvalen      |

### II runda

#### Półfinały
(dwumecz, przy remisie możliwy złoty set)
| Data                           | Godz.                          | Gospodarz                      | Rezultat                                | Gość                       | Widzów                     | MVP                        |
| ------------------------------ | ------------------------------ | ------------------------------ | --------------------------------------- | -------------------------- | -------------------------- | -------------------------- |
| Jastrzębski Węgiel (1)         | Jastrzębski Węgiel (1)         | Jastrzębski Węgiel (1)         | 2 – 0                                   | (4) Asseco Resovia Rzeszów | (4) Asseco Resovia Rzeszów | (4) Asseco Resovia Rzeszów |
| 17.04.2024                     | 17:30                          | Asseco Resovia Rzeszów         | 2:3 (32:30, 21:25, 28:30, 25:22, 10:15) | Jastrzębski Węgiel         | 4100                       | Jean Patry                 |
| 20.04.2024                     | 14:45                          | Jastrzębski Węgiel             | 3:2 (25:20, 20:25, 25:27, 29:27, 15:13) | Asseco Resovia Rzeszów     | 3004                       | Jean Patry                 |
| Aluron CMC Warta Zawiercie (2) | Aluron CMC Warta Zawiercie (2) | Aluron CMC Warta Zawiercie (2) | 2 – 0                                   | (3) Projekt Warszawa       | (3) Projekt Warszawa       | (3) Projekt Warszawa       |
| 17.04.2024                     | 20:30                          | Projekt Warszawa               | 0:3 (24:26, 16:25, 25:27)               | Aluron CMC Warta Zawiercie | 3460                       | Bartosz Kwolek             |
| 20.04.2024                     | 17:30                          | Aluron CMC Warta Zawiercie     | 3:1 (22:25, 25:18, 25:22, 25:17)        | Projekt Warszawa           | 1500                       | Bartosz Kwolek             |

#### Mecze o 5. miejsce
(dwumecz, przy remisie możliwy złoty set)
| Data             | Godz.            | Gospodarz           | Rezultat                         | Gość                    | Widzów                  | MVP                     |
| ---------------- | ---------------- | ------------------- | -------------------------------- | ----------------------- | ----------------------- | ----------------------- |
| Trefl Gdańsk (5) | Trefl Gdańsk (5) | Trefl Gdańsk (5)    | 0 – 2                            | (6) Bogdanka LUK Lublin | (6) Bogdanka LUK Lublin | (6) Bogdanka LUK Lublin |
| 18.04.2024       | 20:30            | Bogdanka LUK Lublin | 3:0 (25:19, 25:19, 25:14)        | Trefl Gdańsk            | 3005                    | Marcin Komenda          |
| 22.04.2024       | 20:30            | Trefl Gdańsk        | 1:3 (22:25, 27:25, 22:25, 17:25) | Bogdanka LUK Lublin     | 1850                    | Tobias Brand            |

#### Mecze o 7. miejsce
(dwumecz, przy remisie możliwy złoty set)
| Data              | Godz.             | Gospodarz            | Rezultat                         | Gość                     | Widzów                   | MVP                      |
| ----------------- | ----------------- | -------------------- | -------------------------------- | ------------------------ | ------------------------ | ------------------------ |
| PSG Stal Nysa (7) | PSG Stal Nysa (7) | PSG Stal Nysa (7)    | 1 – 1                            | (8) Indykpol AZS Olsztyn | (8) Indykpol AZS Olsztyn | (8) Indykpol AZS Olsztyn |
| 18.04.2024        | 17:30             | Indykpol AZS Olsztyn | 3:1 (16:25, 25:21, 28:26, 25:20) | PSG Stal Nysa            | 2705                     | Szymon Jakubiszak        |
| 21.04.2024        | 14:45             | PSG Stal Nysa        | 3:1 (27:25, 24:26, 25:16, 26:24) | Indykpol AZS Olsztyn     | 1808                     | Michał Gierżot           |
| —                 | —                 | PSG Stal Nysa        | złoty set: 15:13                 | Indykpol AZS Olsztyn     | —                        | —                        |

### III runda

#### Finał
(do dwóch zwycięstw)
| Data                   | Godz.                  | Gospodarz                  | Rezultat                         | Gość                           | Widzów                         | MVP                            |
| ---------------------- | ---------------------- | -------------------------- | -------------------------------- | ------------------------------ | ------------------------------ | ------------------------------ |
| Jastrzębski Węgiel (1) | Jastrzębski Węgiel (1) | Jastrzębski Węgiel (1)     | 2 – 1                            | (2) Aluron CMC Warta Zawiercie | (2) Aluron CMC Warta Zawiercie | (2) Aluron CMC Warta Zawiercie |
| 24.04.2024             | 20:30                  | Aluron CMC Warta Zawiercie | 0:3 (18:25, 25:27, 23:25)        | Jastrzębski Węgiel             | 1500                           | Jurij Hładyr                   |
| 27.04.2024             | 18:00                  | Jastrzębski Węgiel         | 1:3 (25:27, 25:22, 19:25, 23:25) | Aluron CMC Warta Zawiercie     | 3112                           | Bartosz Kwolek                 |
| 28.04.2024             | 14:45                  | Jastrzębski Węgiel         | 3:1 (25:19, 21:25, 25:23, 25:18) | Aluron CMC Warta Zawiercie     | 3112                           | Jean Patry                     |

#### Mecze o 3. miejsce
(do dwóch zwycięstw)
| Data                 | Godz.                | Gospodarz              | Rezultat                  | Gość                       | Widzów                     | MVP                        |
| -------------------- | -------------------- | ---------------------- | ------------------------- | -------------------------- | -------------------------- | -------------------------- |
| Projekt Warszawa (3) | Projekt Warszawa (3) | Projekt Warszawa (3)   | 2 – 0                     | (4) Asseco Resovia Rzeszów | (4) Asseco Resovia Rzeszów | (4) Asseco Resovia Rzeszów |
| 23.04.2024           | 20:30                | Asseco Resovia Rzeszów | 0:3 (25:27, 28:30, 19:25) | Projekt Warszawa           | 3500                       | Bartłomiej Bołądź          |
| 26.04.2024           | 20:30                | Projekt Warszawa       | 3:0 (26:24, 29:27, 25:21) | Asseco Resovia Rzeszów     | 4690                       | Bartłomiej Bołądź          |

## Klasyfikacja końcowa
| Lp. | Drużyna                            |
| --- | ---------------------------------- |
| 1.  | Jastrzębski Węgiel                 |
| 2.  | Aluron CMC Warta Zawiercie         |
| 3.  | Projekt Warszawa                   |
| 4.  | Asseco Resovia Rzeszów             |
| 5.  | Bogdanka LUK Lublin                |
| 6.  | Trefl Gdańsk                       |
| 7.  | PSG Stal Nysa                      |
| 8.  | Indykpol AZS Olsztyn               |
| 9.  | PGE GiEK Skra Bełchatów            |
| 10. | Grupa Azoty ZAKSA Kędzierzyn-Koźle |
| 11. | Ślepsk Malow Suwałki               |
| 12. | Barkom-Każany Lwów                 |
| 13. | GKS Katowice                       |
| 14. | KGHM Cuprum Lubin                  |
| 15. | Exact Systems Hemarpol Częstochowa |
| 16. | Enea Czarni Radom                  |

     Liga Mistrzów 2024/2025
     Puchar CEV 2024/2025
     Puchar Challenge 2024/2025
     spadek do I ligi

## Najlepsi zawodnicy meczów
| Liczba MVP | Zawodnik             |
| ---------- | -------------------- |
| 10         | Karol Butryn         |
| 8          | Bartłomiej Bołądź    |
| 8          | Tomasz Fornal        |
| 7          | Norbert Huber        |
| 6          | Stéphen Boyer        |
| 6          | Michał Gierżot       |
| 6          | Jean Patry           |
| 6          | Damian Schulz        |
| 6          | Artur Szalpuk        |
| 6          | Miguel Tavares       |
| 6          | Wasyl Tupczij        |
| 5          | Marcin Komenda       |
| 5          | Luciano Palonsky     |
| 5          | Mikołaj Sawicki      |
| 4          | Torey Defalco        |
| 4          | Bartosz Filipiak     |
| 4          | Jan Firlej           |
| 4          | Jake Hanes           |
| 4          | Remigiusz Kapica     |
| 4          | Dawid Konarski       |
| 4          | Žiga Štern           |
| 4          | Lukáš Vašina         |
| 3          | Adrian Aciobăniței   |
| 3          | Kamil Droszyński     |
| 3          | Fabian Drzyzga       |
| 3          | Alexandre Ferreira   |
| 3          | Łukasz Kaczmarek     |
| 3          | Moritz Karlitzek     |
| 3          | Jakub Kochanowski    |
| 3          | Bartosz Kwolek       |
| 3          | Bartłomiej Lemański  |
| 3          | Grzegorz Łomacz      |
| 3          | Luke Perry           |
| 3          | Paweł Pietraszko     |
| 3          | Kewin Sasak          |
| 3          | Alan Souza           |
| 3          | Rafał Szymura        |
| 3          | Benjamin Toniutti    |
| 3          | Marcin Waliński      |
| 3          | Damian Wojtaszek     |
| 2          | Bartosz Bednorz      |
| 2          | Mateusz Bieniek      |
| 2          | Tobias Brand         |
| 2          | Trévor Clévenot      |
| 2          | Dawid Dulski         |
| 2          | Zouheir El Graoui    |
| 2          | Konrad Formela       |
| 2          | Bartosz Gomułka      |
| 2          | Szymon Jakubiszak    |
| 2          | Marcin Janusz        |
| 2          | Jakub Jarosz         |
| 2          | Lukas Kampa          |
| 2          | Karol Kłos           |
| 2          | Illa Kowalow         |
| 2          | Mateusz Malinowski   |
| 2          | Alaksiej Nasiewicz   |
| 2          | Erik Shoji           |
| 2          | Joshua Tuaniga       |
| 1          | Taylor Averill       |
| 1          | Mateusz Borkowski    |
| 1          | Aymen Bouguerra      |
| 1          | Jakub Bucki          |
| 1          | Daniel Chițigoi      |
| 1          | Klemen Čebulj        |
| 1          | Benjamin Diez        |
| 1          | Damian Domagała      |
| 1          | Bartosz Firszt       |
| 1          | Igor Grobelny        |
| 1          | Paweł Halaba         |
| 1          | Kuba Hawryluk        |
| 1          | Jurij Hładyr         |
| 1          | Brodie Hofer         |
| 1          | Karol Jankiewicz     |
| 1          | Byron Keturakis      |
| 1          | Bartłomiej Kluth     |
| 1          | Damian Kogut         |
| 1          | Michał Kozłowski     |
| 1          | Kajetan Kubicki      |
| 1          | Kamil Kwasowski      |
| 1          | Bartłomiej Lipiński  |
| 1          | Adam Lorenc          |
| 1          | Yacine Louati        |
| 1          | Patryk Łaba          |
| 1          | Jarosław Macionczyk  |
| 1          | Jan Martínez Franchi |
| 1          | Nikola Meljanac      |
| 1          | Bartłomiej Mordyl    |
| 1          | Maciej Muzaj         |
| 1          | Jan Nowakowski       |
| 1          | Jakub Nowosielski    |
| 1          | Piotr Orczyk         |
| 1          | Jakub Popiwczak      |
| 1          | Mateusz Poręba       |
| 1          | Michał Potera        |
| 1          | Wiktor Rajsner       |
| 1          | Łukasz Rudzewicz     |
| 1          | Cezary Sapiński      |
| 1          | Bartosz Schmidt      |
| 1          | Marko Sedlaček       |
| 1          | Jurij Semeniuk       |
| 1          | David Smith          |
| 1          | Adrian Staszewski    |
| 1          | Nicolas Szerszeń     |
| 1          | Aleksander Śliwka    |
| 1          | Jakub Wachnik        |
| 1          | Linus Weber          |
| 1          | Wojciech Włodarczyk  |
| 1          | Andrzej Wrona        |
| 1          | Krzysztof Zapłacki   |
| 1          | Nicolas Zerba        |
| 1          | Arkadiusz Żakieta    |

## Transfery[4]
| Jastrzębski Węgiel                                                                                      | Jastrzębski Węgiel | Jastrzębski Węgiel |
| Zostają                                                                                                 | Przychodzą | Odchodzą |
| --- | --- | --- |
| - Benjamin Toniutti - Tomasz Fornal - Jakub Popiwczak - Jurij Hładyr - Rafał Szymura - Moustapha M’Baye | - Jean Patry (Allianz Milano) - Marko Sedlaček (Top Volley Cisterna) - Ryan Sclater (Al-Jazira Club) - Edvīns Skrūders (Rapid Bukareszt) - Norbert Huber (Grupa Azoty ZAKSA Kędzierzyn-Koźle) - Bartosz Makoś (Aluron CMC Warta Zawiercie) - Mateusz Jóźwik (Bogdanka LUK Lublin) - Adrian Markiewicz (Lechia Tomaszów Mazowiecki) | - Stéphen Boyer (Asseco Resovia Rzeszów) - Trévor Clévenot (Aluron CMC Warta Zawiercie) - Jan Hadrava (Galatasaray Stambuł) - Eemi Tervaportti (Epicentr-Podolany Horodok) - Łukasz Wiśniewski (PGE GiEK Skra Bełchatów) - Jakub Macyra (Ślepsk Malow Suwałki) - Dawid Dryja (Prometej Dnipro) - Kamil Dębski (BBTS Bielsko-Biała) - Maksymilian Granieczny (KGHM Cuprum Lubin) |
| w trakcie sezonu                                                                                        | | |
| | - Jarosław Macionczyk (od 30.01.2024) (BBTS Bielsko-Biała) | |

| Grupa Azoty ZAKSA Kędzierzyn-Koźle | Grupa Azoty ZAKSA Kędzierzyn-Koźle | Grupa Azoty ZAKSA Kędzierzyn-Koźle                                                |
| Zostają | Przychodzą | Odchodzą                                                                          |
| --- | --- | --------------------------------------------------------------------------------- |
| - Dmytro Paszycki - Erik Shoji - David Smith - Twan Wiltenburg - Bartosz Bednorz - Marcin Janusz - Łukasz Kaczmarek - Aleksander Śliwka - Przemysław Stępień - Korneliusz Banach - Bartłomiej Kluth - Wojciech Żaliński | - Andreas Takvam (Ślepsk Malow Suwałki) - Daniel Chițigoi (Rapid Bukareszt) | - Norbert Huber (Jastrzębski Węgiel) - Adrian Staszewski (Asseco Resovia Rzeszów) |
| w trakcie sezonu | |                                                                                   |
| | - Jakub Szymański (od 17.11.2023) (GKS Katowice) - Radosław Gil (od 09.11.2023) (Pafiakos Pafos) - Mateusz Biernat (od 24.01.2024) (Enea Czarni Radom) - Justin Ziółkowski (od 31.01.2024) |                                                                                   |

| Asseco Resovia Rzeszów | Asseco Resovia Rzeszów | Asseco Resovia Rzeszów |
| Zostają | Przychodzą | Odchodzą |
| --- | --- | --- |
| - Torey Defalco - Klemen Čebulj - Jakub Kochanowski - Paweł Zatorski - Fabian Drzyzga - Michał Potera - Jakub Bucki - Michał Kędzierski - Bartłomiej Mordyl | - Stéphen Boyer (Jastrzębski Węgiel) - Yacine Louati (Fenerbahçe HDI Sigorta) - Jonas Kvalen (Barkom-Każany Lwów) - Karol Kłos (PGE GiEK Skra Bełchatów) - Krzysztof Rejno (Aluron CMC Warta Zawiercie) - Adrian Staszewski (Grupa Azoty ZAKSA Kędzierzyn-Koźle) | - Jan Kozamernik (Itas Trentino) - Maurício Borges Silva (Vôlei Renata/Campinas) - Maciej Muzaj (PSG Stal Nysa) - Tomasz Piotrowski (Enea Czarni Radom) - Bartłomiej Krulicki (GKS Katowice) |
| w trakcie sezonu | | |
| | - Łukasz Kozub (od 15.12.2023) (GKS Katowice) - Jakub Lewandowski (od 20.01.2024) (KKS Mickiewicz Kluczbork) | - Jonas Kvalen (do 30.11.2023) (GKS Katowice) |

| Aluron CMC Warta Zawiercie                                                                                                | Aluron CMC Warta Zawiercie | Aluron CMC Warta Zawiercie |
| Zostają | Przychodzą | Odchodzą |
| --- | --- | --- |
| - Miguel Tavares - Bartosz Kwolek - Miłosz Zniszczoł - Michał Szalacha - Michał Kozłowski - Patryk Łaba - Tomasz Kalembka | - Luke Perry (Trefl Gdańsk) - Trévor Clévenot (Jastrzębski Węgiel) - Samuel Cooper (McMaster Marauders) - Mateusz Bieniek (PGE GiEK Skra Bełchatów) - Karol Butryn (Indykpol AZS Olsztyn) - Daniel Gąsior (Enea Czarni Radom) - Szymon Gregorowicz (Bogdanka LUK Lublin) - Mariusz Schamlewski (Gwardia Wrocław) | - Uroš Kovačević (Ural Ufa) - Santiago Danani (Fakieł Nowy Urengoj) - Dawid Konarski (PGE GiEK Skra Bełchatów) - Dawid Dulski (Exact Systems Hemarpol Częstochowa) - Krzysztof Rejno (Asseco Resovia Rzeszów) - Bartosz Makoś (Jastrzębski Węgiel) - Marcin Waliński (GKS Katowice) - Wiktor Rajsner (Enea Czarni Radom) |
| w trakcie sezonu | | |
| | - Thibault Rossard (od 27.01.2024) (powrót po przerwie) | |

| Projekt Warszawa | Projekt Warszawa | Projekt Warszawa |
| Zostają | Przychodzą | Odchodzą |
| --- | --- | --- |
| - Linus Weber - Kévin Tillie - Jurij Semeniuk - Igor Grobelny - Piotr Nowakowski - Damian Wojtaszek - Jan Firlej - Andrzej Wrona - Artur Szalpuk - Jakub Kowalczyk - Maciej Stępień | - Srećko Lisinac (Itas Trentino) - Bartłomiej Bołądź (Trefl Gdańsk) - Jędrzej Gruszczyński (PGE GiEK Skra Bełchatów) - Karol Borkowski (AZS AGH Kraków) | - Niels Klapwijk (Consoli McDonald's Brescia) - Mateusz Janikowski (Indykpol AZS Olsztyn) - Dominik Jaglarski (Lechia Tomaszów Mazowiecki) - Dawid Pawlun (VK Ostrava) |
| w trakcie sezonu | | |
| | - Taylor Averill (od 17.11.2023) (Shanghai Bright) | |

| Trefl Gdańsk | Trefl Gdańsk                                                                | Trefl Gdańsk |
| Zostają | Przychodzą                                                                  | Odchodzą |
| --- | --------------------------------------------------------------------------- | --- |
| - Jan Martínez Franchi - Lukas Kampa - Alaksiej Nasiewicz - Mikołaj Sawicki - Karol Urbanowicz - Kamil Droszyński - Piotr Orczyk - Patryk Niemiec - Janusz Gałązka - Jordan Zaleszczyk - Jakub Czerwiński - Dawid Pruszkowski | - Voitto Köykkä (Helios Grizzlys Giesen) - Kewin Sasak (VK ČEZ Karlovarsko) | - Jingyin Zhang (Biełogorje Biełgorod) - Luke Perry (Aluron CMC Warta Zawiercie) - Mariusz Wlazły (zakończenie kariery) - Bartłomiej Bołądź (Projekt Warszawa) |
| w trakcie sezonu |                                                                             | |
| | - Dawid Pawlun (od 06.03.2024) (VK Ostrava)                                 | |

| PSG Stal Nysa | PSG Stal Nysa | PSG Stal Nysa |
| Zostają | Przychodzą | Odchodzą |
| --- | --- | --- |
| - Tsimafei Zhukouski - Nicolas Zerba - Zouheir El Graoui - Michał Gierżot - Patryk Szczurek - Kamil Dembiec - Dominik Kramczyński - Karol Jankowski - Jakub Abramowicz | - Maciej Muzaj (Asseco Resovia Rzeszów) - Wojciech Włodarczyk (Bogdanka LUK Lublin) - Kamil Szymura (KGHM Cuprum Lubin) - Remigiusz Kapica (KGHM Cuprum Lubin) - Kamil Kosiba (PZL Leonardo Avia Świdnik) | - Wassim Ben Tara (Sir Safety Conad Perugia) - Kento Miyaura (Paris Volley) - Kamil Kwasowski (KGHM Cuprum Lubin) - Rafał Buszek (Enea Czarni Radom) - Szymon Biniek (BBTS Bielsko-Biała) |

| Indykpol AZS Olsztyn | Indykpol AZS Olsztyn | Indykpol AZS Olsztyn |
| Zostają | Przychodzą | Odchodzą |
| --- | --- | --- |
| - Moritz Karlitzek - Joshua Tuaniga - Kuba Hawryluk - Szymon Jakubiszak - Jakub Ciunajtis - Karol Jankiewicz - Dawid Siwczyk - Kamil Szymendera | - Alan Souza (Apan/Eleva) - Manuel Armoa (UPCN Vóley Club) - Nicolas Szerszeń (Bogdanka LUK Lublin) - Mateusz Janikowski (Projekt Warszawa) - Cezary Sapiński (Ślepsk Malow Suwałki) - Jakub Majchrzak (SMS PZPS Spała) | - Taylor Averill (Projekt Warszawa) - Robbert Andringa (Gas Sales Bluenergy Piacenza) - Karol Butryn (Aluron CMC Warta Zawiercie) - Bartłomiej Lipiński (PGE GiEK Skra Bełchatów) - Mateusz Poręba (PGE GiEK Skra Bełchatów) - Jan Król (KPS Płock) - Grzegorz Pająk (MKS Będzin) |

| Ślepsk Malow Suwałki | Ślepsk Malow Suwałki | Ślepsk Malow Suwałki |
| Zostają | Przychodzą | Odchodzą |
| --- | --- | --- |
| - Matías Sánchez - Bartosz Filipiak - Paweł Halaba - Mateusz Czunkiewicz - Arkadiusz Żakieta - Paweł Filipowicz - Łukasz Rudzewicz | - Joaquín Gallego (Sporting CP) - Žiga Štern (VfB Friedrichshafen) - Maksim Buculjević (Vojvodina Nowy Sad) - Jakub Macyra (Jastrzębski Węgiel) - Bartosz Firszt (Enea Czarni Radom) - Konrad Stajer (Bogdanka LUK Lublin) - Ernest Kaciczak (Krispol Września) | - Miran Kujundžić (Galatasaray Stambuł) - Andreas Takvam (Grupa Azoty ZAKSA Kędzierzyn-Koźle) - Cezary Sapiński (Indykpol AZS Olsztyn) - Dominik Depowski (MKS Będzin) - Adrian Buchowski (Damac Club) - Przemysław Smoliński (szuka klubu) - Mariusz Magnuszewski (CHKS Arka Chełm) |

| Bogdanka LUK Lublin                                                                    | Bogdanka LUK Lublin | Bogdanka LUK Lublin |
| Zostają                                                                                | Przychodzą | Odchodzą |
| -------------------------------------------------------------------------------------- | --- | --- |
| - Marcin Komenda - Jan Nowakowski - Jakub Wachnik - Mateusz Malinowski - Damian Hudzik | - Thales Hoss (Chaumont VB 52 Haute-Marne) - Tobias Brand (SWD powervolleys Düren) - Alexandre Ferreira (Fenerbahçe HDI Sigorta) - Damian Schulz (Enea Czarni Radom) - Marcin Kania (GKS Katowice) - Jakub Nowosielski (GKS Katowice) - Maciej Krysiak BKS Visła Bydgoszcz) - Maksym Kędzierski (Lechia Tomaszów Mazowiecki) - Maciej Zając (Karpaty Krosno) | - Dustin Watten (szuka klubu) - Jeffrey Jendryk (Gioiella Prisma Taranto) - Cristiano Torelli (Azulim Gabarito/Monte Carmelo) - Nicolas Szerszeń (Indykpol AZS Olsztyn) - Wojciech Włodarczyk (PSG Stal Nysa) - Szymon Gregorowicz (Aluron CMC Warta Zawiercie) - Szymon Romać (BBTS Bielsko-Biała) - Mateusz Jóźwik (Jastrzębski Węgiel) - Konrad Stajer (Ślepsk Malow Suwałki) |

| GKS Katowice | GKS Katowice | GKS Katowice |
| Zostają | Przychodzą | Odchodzą |
| --- | --- | --- |
| - Jakub Jarosz - Damian Domagała - Jakub Szymański - Sebastian Adamczyk - Wiktor Mielczarek - Dawid Ogórek - Bartosz Mariański | - Lukáš Vašina (PGE GiEK Skra Bełchatów) - Łukasz Kozub (Stade Poitevin Poitiers) - Bartłomiej Krulicki (Asseco Resovia Rzeszów) - Marcin Waliński (Aluron CMC Warta Zawiercie) - Łukasz Usowicz (MKS Będzin) - Piotr Fenoszyn (KPS Siedlce) - Maciej Wóz (ZAKSA Strzelce Opolskie) | - Georgi Seganow (Brand Group Alanya Belediyespor) - Gonzalo Quiroga (Tourcoing LM) - Piotr Hain (Exact Systems Hemarpol Częstochowa) - Marcin Kania (Bogdanka LUK Lublin) - Jakub Nowosielski (Bogdanka LUK Lublin) - Jakub Lewandowski (KKS Mickiewicz Kluczbork) |
| w trakcie sezonu | | |
| | - Davide Saitta (od 29.11.2023) (Top Volley Cisterna) - Jonas Kvalen (od 01.12.2023) (Asseco Resovia Rzeszów) | - Jakub Szymański (do 17.11.2023) (Grupa Azoty ZAKSA Kędzierzyn-Koźle) - Łukasz Kozub (do 15.12.2023) (Asseco Resovia Rzeszów) |

| PGE GiEK Skra Bełchatów           | PGE GiEK Skra Bełchatów | PGE GiEK Skra Bełchatów |
| Zostają                           | Przychodzą | Odchodzą |
| --------------------------------- | --- | --- |
| - Grzegorz Łomacz - Jakub Rybicki | - Benjamin Diez (Tours VB) - Pierre Derouillon (Tours VB) - Adrian Aciobăniţei (Chaumont VB 52 Haute-Marne) - Łukasz Wiśniewski (Jastrzębski Węgiel) - Dawid Konarski (Aluron CMC Warta Zawiercie) - Mateusz Poręba (Indykpol AZS Olsztyn) - Bartłomiej Lipiński (Indykpol AZS Olsztyn) - Bartłomiej Lemański (Enea Czarni Radom) - Wiktor Nowak (Enea Czarni Radom) - Mateusz Mika (Türşad) - Przemysław Kupka (KPS Siedlce) - Mateusz Nowak (SMS PZPS Spała) - Kajetan Marek (MKS Będzin) | - Filippo Lanza (Gioiella Prisma Taranto) - Aleksandar Atanasijević (Shanghai Bright) - Mihajlo Mitić (Hebei Baoding) - Dick Kooy (Fenerbahçe HDI Sigorta) - Lukáš Vašina (GKS Katowice) - Mateusz Bieniek (Aluron CMC Warta Zawiercie) - Karol Kłos (Asseco Resovia Rzeszów) - Jędrzej Gruszczyński (Projekt Warszawa) - Wiktor Musiał (Lechia Tomaszów Mazowiecki) - Dawid Gunia (zakończenie kariery) - Robert Milczarek (zakończenie kariery) - Kacper Piechocki (szuka klubu) - Bartłomiej Janus (Exact Systems Hemarpol Częstochowa) |
| w trakcie sezonu                  | | |
|                                   | - Ilija Petkow (od 13.12.2023) (Chebyr Pazardżik) | - Mateusz Mika (do 15.12.2023) (szuka klubu) |

| Barkom-Każany Lwów | Barkom-Każany Lwów | Barkom-Każany Lwów |
| Zostają | Przychodzą | Odchodzą |
| --- | --- | --- |
| - Wasyl Tupczij - Władysław Szczurow - Dmytro Kanajew - Ołeksij Hołoweń - Illa Dowhy - Bohdan Mazenko - Ołeh Szewczenko - Witalij Kuczer | - Luciano Palonsky (Tours VB) - Moussé Gueye (Nantes Rezé MV) - Deniss Petrovs (AS Cannes) - Kristers Dardzāns (Hurrikaani-Loimaa) - Illa Kowalow (KGHM Cuprum Lubin) - Jarosław Pampuszko (WK MCHP-Winnica) | - Július Firkaľ (Plessis Robinson VB) - Jonas Kvalen (Asseco Resovia Rzeszów) - Murat Yenipazar (Fenerbahçe HDI Sigorta) - Artem Smolar (Epicentr-Podolany Horodok) - Andrij Żukow (Epicentr-Podolany Horodok) - Wołodymyr Tewkun (VK Příbram) - Tymur Cmokało (VK Ostrava) |
| w trakcie sezonu | | |
| | | - Luciano Palonsky (do 08.03.2024) (Tours VB) |

| KGHM Cuprum Lubin                                                                                        | KGHM Cuprum Lubin | KGHM Cuprum Lubin |
| Zostają                                                                                                  | Przychodzą | Odchodzą |
| --- | --- | --- |
| - Alexander Berger - Wojciech Ferens - Paweł Pietraszko - Adam Lorenc - Kajetan Kubicki - Dominik Czerny | - Jake Hanes (BBTS Bielsko-Biała) - Danilo Gelinski (Narbonne Volley) - Mateusz Masłowski (Enea Czarni Radom) - Kamil Kwasowski (PSG Stal Nysa) - Maksymilian Granieczny (Jastrzębski Węgiel) - Seweryn Lipiński (STS Olimpia Sulęcin) - Jakub Strulak (KPS Siedlce) - Hubert Węgrzyn (SPS Chrobry Głogów) | - Florian Krage (Spacer’s de Toulouse) - Illa Kowalow (Barkom-Każany Lwów) - Kamil Szymura (PSG Stal Nysa) - Remigiusz Kapica (PSG Stal Nysa) - Damian Czetowicz (BKS Visła Bydgoszcz) - Jędrzej Kaźmierczak (SPS Chrobry Głogów) - Maciej Sas (CHKS Arka Chełm) |

| Enea Czarni Radom                     | Enea Czarni Radom | Enea Czarni Radom |
| Zostają                               | Przychodzą | Odchodzą |
| ------------------------------------- | --- | --- |
| - Michał Ostrowski - Maciej Nowowsiak | - Nikola Meljanac (Fenerbahçe HDI Sigorta) - Vuk Todorović (ACH Volley Lublana) - Brodie Hofer (Trinity Western Spartans) - Bartosz Gomułka (AZS AGH Kraków) - Mateusz Biernat (VfB Friedrichshafen) - Tomasz Piotrowski (Asseco Resovia Rzeszów) - Rafał Buszek (PSG Stal Nysa) - Konrad Formela (BBTS Bielsko-Biała) - Mateusz Kufka (PSG KPS Siedlce) - Wiktor Rajsner (Aluron CMC Warta Zawiercie) - Igor Gniecki (TSV Jona Volleyball) - Wojciech Kraj (McMaster Marauders) - Dominik Teklak (BBTS Bielsko-Biała) | - Timo Tammemaa (Berlin Recycling Volleys) - Matthew West (AO Kalamata 1980) - Bartłomiej Lemański (PGE GiEK Skra Bełchatów) - Wiktor Nowak (PGE GiEK Skra Bełchatów) - Damian Schulz (Bogdanka LUK Lublin) - Daniel Gąsior (Aluron CMC Warta Zawiercie) - Mateusz Masłowski (KGHM Cuprum Lubin) - Bartosz Firszt (Ślepsk Malow Suwałki) - Paweł Rusin (CHKS Arka Chełm) - Piotr Łukasik (szuka klubu) - Sebastian Warda (Lechia Tomaszów Mazowiecki) |
| w trakcie sezonu                      | | |
|                                       | - Przemysław Smoliński (od 04.12.2023) | - Mateusz Biernat (do 23.01.2024) (Grupa Azoty ZAKSA Kędzierzyn-Koźle) - Wojciech Kraj (do 05.01.2024) (Lindemans Aalst) |

| Exact Systems Hemarpol Częstochowa                                                                      | Exact Systems Hemarpol Częstochowa | Exact Systems Hemarpol Częstochowa |
| Zostają                                                                                                 | Przychodzą | Odchodzą |
| --- | --- | --- |
| - Sho Takahashi - Rafał Sobański - Bartosz Schmidt - Tomasz Kowalski - Mateusz Borkowski - Damian Kogut | - Byron Keturakis (Energiequelle Netzhoppers KW-Bestensee) - Aymen Bouguerra (Stade Poitevin Poitiers) - Oskar Espeland (Torvastad IL) - Kaleb Jenness (Ball State University) - Dawid Dulski (Aluron CMC Warta Zawiercie) - Piotr Hain (GKS Katowice) - Bartłomiej Janus (PGE GiEK Skra Bełchatów) - Łukasz Rymarski (AZS AGH Kraków) - Marcin Jaskuła (KKS Mickiewicz Kluczbork) | - Beau Graham (Kladno volejbal.cz) - Damian Biliński (Gwardia Wrocław) - Tomasz Kryński (MKST Astra Nowa Sól) - Daniel Popiela (MKS Będzin) - Adam Szewiński (Georgetown University) - Artur Sługocki (MCKiS Jaworzno) - Bartosz Olczyk (Sacred Heart University) |
| w trakcie sezonu                                                                                        | | |
| | | - Krzyszfof Gibek (do 15.11.2023) (KKS Mickiewicz Kluczbork) |

## Składy drużyn
| Jastrzębski Węgiel                         | Jastrzębski Węgiel                         | Jastrzębski Węgiel | Jastrzębski Węgiel | Jastrzębski Węgiel |
| Nr                                         | Imię i nazwisko                            | Data ur.           | Wzrost             | Pozycja            |
| ------------------------------------------ | ------------------------------------------ | ------------------ | ------------------ | ------------------ |
| 2                                          | Edvīns Skrūders                            | 13.11.1997         | 188                | rozgrywający       |
| 3                                          | Jakub Popiwczak                            | 17.04.1996         | 180                | libero             |
| 4                                          | Adrian Markiewicz                          | 12.04.2002         | 213                | środkowy           |
| 6                                          | Benjamin Toniutti                          | 30.10.1989         | 183                | rozgrywający       |
| 7                                          | Marko Sedlaček                             | 29.07.1996         | 202                | przyjmujący        |
| 9                                          | Jean Patry                                 | 27.12.1996         | 207                | atakujący          |
| 10                                         | Ryan Sclater                               | 10.02.1994         | 200                | atakujący          |
| 13                                         | Jurij Hładyr                               | 08.07.1984         | 202                | środkowy           |
| 16                                         | Bartosz Makoś                              | 01.08.1998         | 176                | libero             |
| 17                                         | Jarosław Macionczyk (od 30.01.2024)        | 22.01.1979         | 190                | rozgrywający       |
| 21                                         | Tomasz Fornal                              | 31.08.1997         | 200                | przyjmujący        |
| 22                                         | Moustapha M’Baye                           | 18.09.1992         | 198                | środkowy           |
| 26                                         | Rafał Szymura                              | 29.08.1995         | 196                | przyjmujący        |
| 31                                         | Mateusz Jóźwik                             | 30.05.1996         | 195                | przyjmujący        |
| 99                                         | Norbert Huber                              | 14.08.1998         | 207                | środkowy           |
| Marcelo Méndez                             | Marcelo Méndez                             | I trener           | I trener           | I trener           |
| Leszek Dejewski i Henrique Pereira Furtado | Leszek Dejewski i Henrique Pereira Furtado | Asystenci trenera  | Asystenci trenera  | Asystenci trenera  |

| Grupa Azoty ZAKSA Kędzierzyn-Koźle | Grupa Azoty ZAKSA Kędzierzyn-Koźle | Grupa Azoty ZAKSA Kędzierzyn-Koźle | Grupa Azoty ZAKSA Kędzierzyn-Koźle | Grupa Azoty ZAKSA Kędzierzyn-Koźle |
| Nr                                 | Imię i nazwisko                    | Data ur.                           | Wzrost                             | Pozycja                            |
| ---------------------------------- | ---------------------------------- | ---------------------------------- | ---------------------------------- | ---------------------------------- |
| 2                                  | Łukasz Kaczmarek                   | 29.06.1994                         | 204                                | atakujący                          |
| 4                                  | Przemysław Stępień                 | 07.02.1994                         | 185                                | rozgrywający                       |
| 5                                  | Marcin Janusz                      | 31.07.1994                         | 195                                | rozgrywający                       |
| 7                                  | Twan Wiltenburg                    | 20.01.1997                         | 204                                | środkowy                           |
| 9                                  | Bartłomiej Kluth                   | 20.12.1992                         | 210                                | atakujący                          |
| 10                                 | Bartosz Bednorz                    | 25.07.1994                         | 201                                | przyjmujący                        |
| 11                                 | Aleksander Śliwka                  | 24.05.1995                         | 196                                | przyjmujący                        |
| 12                                 | Andreas Takvam                     | 04.06.1993                         | 201                                | środkowy                           |
| 15                                 | David Smith                        | 15.05.1985                         | 201                                | środkowy                           |
| 16                                 | Radosław Gil (od 09.11.2023)       | 25.01.1997                         | 191                                | rozgrywający                       |
| 19                                 | Dmytro Paszycki                    | 29.11.1987                         | 205                                | środkowy                           |
| 20                                 | Justin Ziółkowski (od 31.01.2024)  | 09.06.1998                         | 196                                | przyjmujący                        |
| 21                                 | Wojciech Żaliński                  | 08.01.1988                         | 195                                | przyjmujący                        |
| 22                                 | Erik Shoji                         | 24.08.1989                         | 184                                | libero                             |
| 23                                 | Jakub Szymański (od 17.11.2023)    | 25.03.1998                         | 200                                | przyjmujący                        |
| 30                                 | Mateusz Biernat (od 24.01.2024)    | 19.05.1992                         | 195                                | rozgrywający                       |
| 71                                 | Korneliusz Banach                  | 25.01.1994                         | 180                                | libero                             |
| 99                                 | Daniel Chițigoi                    | 10.03.2005                         | 203                                | przyjmujący                        |
| Tuomas Sammelvuo                   | Tuomas Sammelvuo                   | Trener                             | Trener                             | Trener                             |
| Michał Chadała i Adam Swaczyna     | Michał Chadała i Adam Swaczyna     | Asystent trenera                   | Asystent trenera                   | Asystent trenera                   |

| Asseco Resovia Rzeszów            | Asseco Resovia Rzeszów            | Asseco Resovia Rzeszów | Asseco Resovia Rzeszów | Asseco Resovia Rzeszów |
| Nr                                | Imię i nazwisko                   | Data ur.               | Wzrost                 | Pozycja                |
| --------------------------------- | --------------------------------- | ---------------------- | ---------------------- | ---------------------- |
| 2                                 | Jakub Lewandowski (od 20.01.2024) | 16.07.1996             | 204                    | środkowy               |
| 3                                 | Michał Kędzierski                 | 09.08.1994             | 194                    | rozgrywający           |
| 4                                 | Krzysztof Rejno                   | 22.02.1993             | 203                    | środkowy               |
| 5                                 | Jakub Bucki                       | 13.08.1988             | 197                    | atakujący              |
| 6                                 | Karol Kłos                        | 08.08.1989             | 201                    | środkowy               |
| 7                                 | Jakub Kochanowski                 | 17.07.1997             | 199                    | środkowy               |
| 8                                 | Adrian Staszewski                 | 31.05.1990             | 196                    | przyjmujący            |
| 9                                 | Stéphen Boyer                     | 10.04.1996             | 196                    | atakujący              |
| 10                                | Łukasz Kozub (od 15.12.2023)      | 03.11.1997             | 186                    | rozgrywający           |
| 11                                | Fabian Drzyzga                    | 03.01.1990             | 196                    | rozgrywający           |
| 13                                | Michał Potera                     | 06.03.1988             | 183                    | libero                 |
| 14                                | Yacine Louati                     | 04.03.1992             | 198                    | przyjmujący            |
| 16                                | Paweł Zatorski                    | 21.06.1990             | 184                    | libero                 |
| 17                                | Bartłomiej Mordyl                 | 21.01.1995             | 201                    | środkowy               |
| 18                                | Klemen Čebulj                     | 21.02.1992             | 202                    | przyjmujący            |
| 59                                | Torey Defalco                     | 10.04.1997             | 198                    | przyjmujący            |
| 94                                | Miłosz Wróbel                     | 07.09.2006             | 205                    | środkowy               |
| Odeszli w trakcie sezonu          |                                   |                        |                        |                        |
| 1                                 | Jonas Kvalen (do 30.11.2023)      | 06.06.1992             | 196                    | przyjmujący            |
| Giampaolo Medei                   | Giampaolo Medei                   | I trener               | I trener               | I trener               |
| Alfredo Martilotti i Olieg Achrem | Alfredo Martilotti i Olieg Achrem | Asystenci trenera      | Asystenci trenera      | Asystenci trenera      |

| Aluron CMC Warta Zawiercie | Aluron CMC Warta Zawiercie       | Aluron CMC Warta Zawiercie | Aluron CMC Warta Zawiercie | Aluron CMC Warta Zawiercie |
| Nr                         | Imię i nazwisko                  | Data ur.                   | Wzrost                     | Pozycja                    |
| -------------------------- | -------------------------------- | -------------------------- | -------------------------- | -------------------------- |
| 2                          | Bartosz Kwolek                   | 17.07.1997                 | 193                        | przyjmujący                |
| 4                          | Luke Perry                       | 20.11.1995                 | 180                        | libero                     |
| 5                          | Miłosz Zniszczoł                 | 02.07.1986                 | 200                        | środkowy                   |
| 6                          | Mariusz Schamlewski              | 16.01.1991                 | 198                        | środkowy                   |
| 7                          | Szymon Gregorowicz               | 07.03.1994                 | 183                        | libero                     |
| 8                          | Tomasz Kalembka                  | 30.06.1991                 | 205                        | środkowy                   |
| 9                          | Daniel Gąsior                    | 09.01.1995                 | 200                        | atakujący                  |
| 10                         | Thibault Rossard (od 27.01.2024) | 28.08.1993                 | 193                        | przyjmujący                |
| 13                         | Samuel Cooper                    | 17.06.2001                 | 198                        | przyjmujący                |
| 15                         | Miguel Tavares                   | 02.03.1993                 | 191                        | rozgrywający               |
| 17                         | Trévor Clévenot                  | 28.06.1994                 | 199                        | przyjmujący                |
| 18                         | Michał Kozłowski                 | 16.02.1985                 | 191                        | rozgrywający               |
| 20                         | Mateusz Bieniek                  | 05.04.1994                 | 210                        | środkowy                   |
| 21                         | Karol Butryn                     | 18.06.1993                 | 193                        | atakujący                  |
| 25                         | Michał Szalacha                  | 15.01.1994                 | 202                        | środkowy                   |
| 99                         | Patryk Łaba                      | 30.07.1991                 | 188                        | przyjmujący                |
| Michał Winiarski           | Michał Winiarski                 | I trener                   | I trener                   | I trener                   |
| Roberto Rotari             | Roberto Rotari                   | Asystent trenera           | Asystent trenera           | Asystent trenera           |

| Projekt Warszawa   | Projekt Warszawa               | Projekt Warszawa | Projekt Warszawa | Projekt Warszawa |
| Nr                 | Imię i nazwisko                | Data ur.         | Wzrost           | Pozycja          |
| ------------------ | ------------------------------ | ---------------- | ---------------- | ---------------- |
| 1                  | Jakub Kowalczyk                | 26.06.1986       | 200              | środkowy         |
| 3                  | Srećko Lisinac                 | 17.05.1992       | 205              | środkowy         |
| 4                  | Maciej Stępień                 | 22.06.1994       | 193              | rozgrywający     |
| 5                  | Jan Firlej                     | 26.09.1996       | 188              | rozgrywający     |
| 7                  | Kévin Tillie                   | 02.11.1990       | 200              | przyjmujący      |
| 8                  | Andrzej Wrona                  | 27.12.1988       | 206              | środkowy         |
| 9                  | Bartłomiej Bołądź              | 28.09.1994       | 203              | atakujący        |
| 10                 | Jurij Semeniuk                 | 12.05.1994       | 210              | środkowy         |
| 11                 | Piotr Nowakowski               | 18.12.1987       | 205              | środkowy         |
| 12                 | Artur Szalpuk                  | 20.03.1995       | 201              | przyjmujący      |
| 13                 | Igor Grobelny                  | 08.06.1993       | 194              | przyjmujący      |
| 16                 | Jędrzej Gruszczyński           | 13.11.1997       | 186              | libero           |
| 18                 | Damian Wojtaszek               | 07.09.1988       | 180              | libero           |
| 19                 | Taylor Averill (od 17.11.2023) | 05.03.1992       | 201              | środkowy         |
| 20                 | Linus Weber                    | 01.11.1999       | 200              | atakujący        |
| 22                 | Karol Borkowski                | 01.01.1998       | 195              | przyjmujący      |
| Trenerzy           |                                |                  |                  |                  |
| Piotr Graban       | Piotr Graban                   | Trener           | Trener           | Trener           |
| Marcin Lubiejewski | Marcin Lubiejewski             | Asystent trenera | Asystent trenera | Asystent trenera |

| Trefl Gdańsk   | Trefl Gdańsk                 | Trefl Gdańsk     | Trefl Gdańsk     | Trefl Gdańsk     |
| Nr             | Imię i nazwisko              | Data ur.         | Wzrost           | Pozycja          |
| -------------- | ---------------------------- | ---------------- | ---------------- | ---------------- |
| 1              | Janusz Gałązka               | 26.04.1987       | 199              | środkowy         |
| 3              | Jan Martínez Franchi         | 28.01.1998       | 190              | przyjmujący      |
| 5              | Patryk Niemiec               | 18.02.1997       | 202              | środkowy         |
| 6              | Jakub Czerwiński             | 22.07.2001       | 195              | przyjmujący      |
| 7              | Dawid Pruszkowski            | 01.01.2001       | 175              | libero           |
| 8              | Voitto Köykkä                | 09.07.1999       | 179              | libero           |
| 9              | Alaksiej Nasewicz            | 05.06.2003       | 197              | atakujący        |
| 10             | Kamil Droszyński             | 28.01.1997       | 190              | rozgrywający     |
| 11             | Lukas Kampa                  | 29.11.1986       | 195              | rozgrywający     |
| 12             | Karol Urbanowicz             | 24.02.2001       | 200              | środkowy         |
| 15             | Mikołaj Sawicki              | 23.11.1999       | 198              | przyjmujący      |
| 17             | Piotr Orczyk                 | 19.03.1993       | 198              | przyjmujący      |
| 23             | Jordan Zaleszczyk            | 23.04.2002       | 203              | środkowy         |
| 35             | Kewin Sasak                  | 17.09.1997       | 207              | atakujący        |
|                | Dawid Pawlun (od 06.03.2024) | 22.05.2001       | 198              | rozgrywający     |
| Igor Juričić   | Igor Juričić                 | I trener         | I trener         | I trener         |
| Karol Rędzioch | Karol Rędzioch               | Asystent trenera | Asystent trenera | Asystent trenera |

| PSG Stal Nysa  | PSG Stal Nysa       | PSG Stal Nysa    | PSG Stal Nysa    | PSG Stal Nysa    |
| Nr             | Imię i nazwisko     | Data ur.         | Wzrost           | Pozycja          |
| -------------- | ------------------- | ---------------- | ---------------- | ---------------- |
| 1              | Zouheir El Graoui   | 01.07.1994       | 197              | przyjmujący      |
| 2              | Maciej Muzaj        | 21.05.1994       | 208              | atakujący        |
| 6              | Konrad Jankowski    | 29.06.2002       | 204              | środkowy         |
| 8              | Dominik Kramczyński | 13.01.2001       | 202              | środkowy         |
| 9              | Michał Gierżot      | 04.10.2001       | 205              | przyjmujący      |
| 10             | Remigiusz Kapica    | 28.09.2000       | 200              | atakujący        |
| 11             | Tsimafei Zhukouski  | 18.12.1989       | 196              | rozgrywający     |
| 12             | Nicolas Zerba       | 13.06.1999       | 204              | środkowy         |
| 14             | Jakub Abramowicz    | 10.04.1998       | 202              | środkowy         |
| 16             | Kamil Dembiec       | 07.02.1992       | 178              | libero           |
| 20             | Kamil Szymura       | 24.01.1999       | 185              | libero           |
| 66             | Kamil Kosiba        | 31.10.1999       | 199              | atakujący        |
| 90             | Wojciech Włodarczyk | 28.10.1990       | 200              | atakujący        |
| 91             | Patryk Szczurek     | 06.02.1991       | 193              | rozgrywający     |
| Daniel Pliński | Daniel Pliński      | I trener         | I trener         | I trener         |
| Paweł Potoczak | Paweł Potoczak      | Asystent trenera | Asystent trenera | Asystent trenera |

| Indykpol AZS Olsztyn | Indykpol AZS Olsztyn | Indykpol AZS Olsztyn | Indykpol AZS Olsztyn | Indykpol AZS Olsztyn |
| Nr                   | Imię i nazwisko      | Data ur.             | Wzrost               | Pozycja              |
| -------------------- | -------------------- | -------------------- | -------------------- | -------------------- |
| 1                    | Alan Souza           | 21.03.1994           | 202                  | atakujący            |
| 2                    | Moritz Karlitzek     | 12.08.1996           | 191                  | przyjmujący          |
| 5                    | Karol Jankiewicz     | 21.02.1996           | 185                  | rozgrywający         |
| 6                    | Szymon Jakubiszak    | 13.02.1998           | 208                  | środkowy             |
| 7                    | Dawid Siwczyk        | 13.06.1993           | 193                  | środkowy             |
| 8                    | Cezary Sapiński      | 28.09.1994           | 203                  | środkowy             |
| 9                    | Nicolas Szerszeń     | 31.12.1996           | 195                  | przyjmujący          |
| 10                   | Jakub Majchrzak      | 13.05.2004           | 206                  | środkowy             |
| 11                   | Manuel Armoa         | 01.12.2002           | 198                  | przyjmujący          |
| 12                   | Kamil Szymendera     | 30.04.2003           | 192                  | przyjmujący          |
| 14                   | Kuba Hawryluk        | 08.09.2003           | 181                  | libero               |
| 15                   | Jakub Ciunajtis      | 06.09.1998           | 177                  | libero               |
| 17                   | Mateusz Janikowski   | 05.05.1999           | 201                  | przyjmujący          |
| 91                   | Joshua Tuaniga       | 18.03.1997           | 191                  | rozgrywający         |
| Javier Weber         | Javier Weber         | I trener             | I trener             | I trener             |
| Marcin Mierzejewski  | Marcin Mierzejewski  | Asystent trenera     | Asystent trenera     | Asystent trenera     |

| Ślepsk Malow Suwałki | Ślepsk Malow Suwałki | Ślepsk Malow Suwałki | Ślepsk Malow Suwałki | Ślepsk Malow Suwałki |
| Nr                   | Imię i nazwisko      | Data ur.             | Wzrost               | Pozycja              |
| -------------------- | -------------------- | -------------------- | -------------------- | -------------------- |
| 1                    | Matías Sánchez       | 20.09.1996           | 173                  | rozgrywający         |
| 2                    | Konrad Stajer        | 26.10.1995           | 200                  | środkowy             |
| 4                    | Joaquín Gallego      | 21.11.1996           | 204                  | środkowy             |
| 5                    | Arkadiusz Żakieta    | 13.10.1992           | 197                  | atakujący            |
| 9                    | Bartosz Filipiak     | 27.02.1994           | 197                  | atakujący            |
| 12                   | Łukasz Rudzewicz     | 25.01.1985           | 198                  | środkowy             |
| 14                   | Žiga Štern           | 02.01.1994           | 193                  | przyjmujący          |
| 15                   | Paweł Halaba         | 14.12.1995           | 195                  | przyjmujący          |
| 16                   | Paweł Filipowicz     | 07.05.1992           | 189                  | libero               |
| 17                   | Bartosz Firszt       | 19.03.1999           | 198                  | środkowy             |
| 24                   | Mateusz Czunkiewicz  | 16.12.1996           | 183                  | libero               |
| 25                   | Ernest Kaciczak      | 25.01.200            | 205                  | środkowy             |
| 91                   | Maksim Buculjević    | 20.01.1991           | 191                  | rozgrywający         |
| 95                   | Jakub Macyra         | 22.07.1995           | 202                  | środkowy             |
| Dominik Kwapisiewicz | Dominik Kwapisiewicz | I trener             | I trener             | I trener             |
| Mateusz Kuśmierz     | Mateusz Kuśmierz     | Asystent trenera     | Asystent trenera     | Asystent trenera     |

| Bogdanka LUK Lublin  | Bogdanka LUK Lublin  | Bogdanka LUK Lublin | Bogdanka LUK Lublin | Bogdanka LUK Lublin |
| Nr                   | Imię i nazwisko      | Data ur.            | Wzrost              | Pozycja             |
| -------------------- | -------------------- | ------------------- | ------------------- | ------------------- |
| 1                    | Jan Nowakowski       | 17.05.1994          | 202                 | środkowy            |
| 2                    | Maksym Kędzierski    | 13.03.2003          | 183                 | libero              |
| 3                    | Maciej Krysiak       | 07.01.1999          | 192                 | przyjmujący         |
| 4                    | Marcin Komenda       | 24.05.1996          | 198                 | rozgrywający        |
| 5                    | Marcin Kania         | 14.02.1996          | 203                 | środkowy            |
| 6                    | Mateusz Malinowski   | 06.05.1992          | 197                 | atakujący           |
| 7                    | Jakub Wachnik        | 16.02.1993          | 202                 | przyjmujący         |
| 9                    | Alexandre Ferreira   | 13.11.1991          | 202                 | przyjmujący         |
| 10                   | Tobias Brand         | 09.07.1998          | 195                 | przyjmujący         |
| 11                   | Jakub Nowosielski    | 11.02.1993          | 193                 | rozgrywający        |
| 17                   | Thales Hoss          | 27.04.1989          | 190                 | libero              |
| 18                   | Damian Schulz        | 26.02.1990          | 208                 | atakujący           |
| 20                   | Maciej Zając         | 05.03.2003          | 198                 | środkowy            |
| 23                   | Damian Hudzik        | 14.05.1998          | 204                 | środkowy            |
| Trenerzy             |                      |                     |                     |                     |
| Massimo Botti        | Massimo Botti        | Trener              | Trener              | Trener              |
| Maciej Kołodziejczyk | Maciej Kołodziejczyk | Asystenci trenera   | Asystenci trenera   | Asystenci trenera   |

| GKS Katowice             | GKS Katowice                    | GKS Katowice     | GKS Katowice     | GKS Katowice     |
| Nr                       | Imię i nazwisko                 | Data ur.         | Wzrost           | Pozycja          |
| ------------------------ | ------------------------------- | ---------------- | ---------------- | ---------------- |
| 1                        | Marcin Waliński                 | 04.10.1990       | 196              | przyjmujący      |
| 3                        | Wiktor Mielczarek               | 10.01.1998       | 190              | przyjmujący      |
| 4                        | Bartosz Mariański               | 26.05.1992       | 187              | libero           |
| 6                        | Piotr Fenoszyn                  | 31.08.1996       | 193              | rozgrywający     |
| 7                        | Jakub Jarosz                    | 10.02.1987       | 197              | atakujący        |
| 8                        | Davide Saitta (od 29.11.2023)   | 23.06.1987       | 188              | rozgrywający     |
| 9                        | Jonas Kvalen (od 01.12.2023)    | 06.06.1992       | 196              | przyjmujący      |
| 10                       | Damian Domagała                 | 23.04.1998       | 200              | atakujący        |
| 11                       | Lukáš Vašina                    | 06.07.1999       | 198              | przyjmujący      |
| 13                       | Sebastian Adamczyk              | 18.02.1999       | 208              | środkowy         |
| 15                       | Bartłomiej Krulicki             | 15.09.1993       | 205              | środkowy         |
| 23                       | Dawid Ogórek                    | 30.07.1990       | 193              | libero           |
| 27                       | Maciej Wóz                      | 31.10.2000       | 205              | środkowy         |
| 33                       | Łukasz Usowicz                  | 13.08.1997       | 203              | środkowy         |
| Odeszli w trakcie sezonu |                                 |                  |                  |                  |
| 2                        | Jakub Szymański (do 17.11.2023) | 25.03.1998       | 200              | przyjmujący      |
| 34                       | Łukasz Kozub (do 15.12.2023)    | 03.11.1997       | 186              | rozgrywający     |
| Grzegorz Słaby           | Grzegorz Słaby                  | I trener         | I trener         | I trener         |
| Emil Siewiorek           | Emil Siewiorek                  | Asystent trenera | Asystent trenera | Asystent trenera |

| PGE GiEK Skra Bełchatów  | PGE GiEK Skra Bełchatów      | PGE GiEK Skra Bełchatów | PGE GiEK Skra Bełchatów | PGE GiEK Skra Bełchatów |
| Nr                       | Imię i nazwisko              | Data ur.                | Wzrost                  | Pozycja                 |
| ------------------------ | ---------------------------- | ----------------------- | ----------------------- | ----------------------- |
| 1                        | Dawid Konarski               | 31.08.1989              | 198                     | atakujący               |
| 3                        | Wiktor Nowak                 | 21.05.1999              | 186                     | rozgrywający            |
| 7                        | Bartłomiej Lemański          | 19.03.1996              | 217                     | środkowy                |
| 8                        | Przemysław Kupka             | 09.03.2001              | 205                     | atakujący               |
| 9                        | Łukasz Wiśniewski            | 03.02.1989              | 198                     | środkowy                |
| 11                       | Ilija Petkow (od 13.12.2023) | 10.10.1996              | 201                     | środkowy                |
| 12                       | Grzegorz Łomacz              | 01.10.1987              | 187                     | rozgrywający            |
| 13                       | Mateusz Nowak                | 29.02.2004              | 208                     | środkowy                |
| 14                       | Benjamin Diez                | 04.04.1998              | 183                     | libero                  |
| 16                       | Mateusz Poręba               | 04.08.1999              | 203                     | środkowy                |
| 20                       | Adrian Aciobăniței           | 24.08.1997              | 193                     | przyjmujący             |
| 21                       | Jakub Rybicki                | 01.11.1998              | 196                     | przyjmujący             |
| 23                       | Bartłomiej Lipiński          | 16.11.1996              | 201                     | przyjmujący             |
| 59                       | Kajetan Marek                | 06.01.1994              | 186                     | libero                  |
| 99                       | Pierre Derouillon            | 06.06.1999              | 194                     | przyjmujący             |
| Odeszli w trakcie sezonu |                              |                         |                         |                         |
| 15                       | Mateusz Mika (do 15.12.2023) | 21.01.1991              | 207                     | przyjmujący             |
| Trenerzy                 |                              |                         |                         |                         |
| Andrea Gardini           | Andrea Gardini               | Trener                  | Trener                  | Trener                  |
| Michał Bąkiewicz         | Michał Bąkiewicz             | Asystenci trenera       | Asystenci trenera       | Asystenci trenera       |

| Barkom-Każany Lwów       | Barkom-Każany Lwów               | Barkom-Każany Lwów | Barkom-Każany Lwów | Barkom-Każany Lwów |
| Nr                       | Imię i nazwisko                  | Data ur.           | Wzrost             | Pozycja            |
| ------------------------ | -------------------------------- | ------------------ | ------------------ | ------------------ |
| 1                        | Moussé Gueye                     | 11.11.1996         | 198                | środkowy           |
| 2                        | Illa Kowalow                     | 31.08.1996         | 198                | przyjmujący        |
| 3                        | Bohdan Mazenko                   | 18.05.1996         | 198                | środkowy           |
| 4                        | Ołeh Szewczenko                  | 08.01.1993         | 194                | przyjmujący        |
| 6                        | Ołeksij Hołoweń                  | 12.01.1999         | 195                | rozgrywający       |
| 9                        | Kristers Dardzāns                | 09.10.2001         | 202                | atakujący          |
| 11                       | Dmytro Kanajew                   | 03.10.1997         | 175                | libero             |
| 12                       | Władysław Szczurow               | 27.04.2001         | 208                | środkowy           |
| 13                       | Wasyl Tupczij                    | 13.01.1992         | 196                | atakujący          |
| 14                       | Illa Dowhyj                      | 01.08.1998         | 200                | środkowy           |
| 16                       | Witalij Kuczer                   | 27.10.1997         | 199                | przyjmujący        |
| 17                       | Deniss Petrovs                   | 31.08.1986         | 188                | rozgrywający       |
| 21                       | Jarosław Pampuszko               | 11.11.2001         | 178                | libero             |
| Odeszli w trakcie sezonu |                                  |                    |                    |                    |
| 7                        | Luciano Palonsky (do 08.04.2024) | 08.07.1999         | 198                | przyjmujący        |
| Uģis Krastiņš            | Uģis Krastiņš                    | I trener           | I trener           | I trener           |
| Artūrs Tinte             | Artūrs Tinte                     | Asystent trenera   | Asystent trenera   | Asystent trenera   |

| KGHM Cuprum Lubin | KGHM Cuprum Lubin      | KGHM Cuprum Lubin | KGHM Cuprum Lubin | KGHM Cuprum Lubin |
| Nr                | Imię i nazwisko        | Data ur.          | Wzrost            | Pozycja           |
| ----------------- | ---------------------- | ----------------- | ----------------- | ----------------- |
| 1                 | Hubert Węgrzyn         | 06.01.2000        | 200               | środkowy          |
| 4                 | Seweryn Lipiński       | 01.01.2001        | 200               | środkowy          |
| 5                 | Wojciech Ferens        | 05.04.1991        | 194               | przyjmujący       |
| 6                 | Adam Lorenc            | 30.10.1998        | 197               | atakujący         |
| 7                 | Kajetan Kubicki        | 09.02.2003        | 190               | rozgrywający      |
| 8                 | Danilo Gelinski        | 13.03.1900        | 193               | rozgrywający      |
| 9                 | Paweł Pietraszko       | 05.10.1990        | 201               | środkowy          |
| 11                | Dominik Czerny         | 04.04.2003        | 196               | przyjmujący       |
| 13                | Mateusz Masłowski      | 13.06.1997        | 185               | libero            |
| 18                | Maksymilian Granieczny | 07.07.2005        | 177               | libero            |
| 21                | Kamil Kwasowski        | 13.09.1990        | 199               | przyjmujący       |
| 22                | Jake Hanes             | 03.05.1998        | 213               | atakujący         |
| 23                | Alexander Berger       | 27.09.1988        | 194               | przyjmujący       |
| 99                | Jakub Strulak          | 12.05.2001        | 210               | środkowy          |
| Paweł Rusek       | Paweł Rusek            | I trener          | I trener          | I trener          |
| Tomasz Kowalski   | Tomasz Kowalski        | Asystent trenera  | Asystent trenera  | Asystent trenera  |

| Enea Czarni Radom                                         | Enea Czarni Radom                                         | Enea Czarni Radom | Enea Czarni Radom | Enea Czarni Radom |
| Nr                                                        | Imię i nazwisko                                           | Data ur.          | Wzrost            | Pozycja           |
| --------------------------------------------------------- | --------------------------------------------------------- | ----------------- | ----------------- | ----------------- |
| 2                                                         | Michał Ostrowski                                          | 29.03.1990        | 203               | środkowy          |
| 5                                                         | Brodie Hofer                                              | 27.04.2000        | 199               | przyjmujący       |
| 7                                                         | Rafał Buszek                                              | 28.04.1987        | 196               | przyjmujący       |
| 9                                                         | Vuk Todorović                                             | 23.04.1998        | 190               | rozgrywający      |
| 12                                                        | Konrad Formela                                            | 08.03.1995        | 194               | przyjmujący       |
| 13                                                        | Tomasz Piotrowski                                         | 02.09.1997        | 198               | przyjmujący       |
| 14                                                        | Nikola Meljanac                                           | 15.01.1999        | 201               | atakujący         |
| 15                                                        | Bartosz Gomułka                                           | 30.05.2002        | 202               | atakujący         |
| 18                                                        | Maciej Nowowsiak                                          | 20.09.2001        | 189               | libero            |
| 20                                                        | Dominik Teklak                                            | 17.03.2000        | 184               | libero            |
| 21                                                        | Wiktor Rajsner                                            | 27.11.1999        | 204               | środkowy          |
| 24                                                        | Mateusz Kufka                                             | 01.01.2003        | 204               | środkowy          |
| 27                                                        | Przemysław Smoliński (od 04.12.2023)                      | 27.11.1992        | 201               | środkowy          |
| 42                                                        | Igor Gniecki                                              | 16.04.2002        | 193               | rozgrywający      |
| Odeszli w trakcie sezonu                                  |                                                           |                   |                   |                   |
| 6                                                         | Wojciech Kraj (do 05.01.2024)                             | 02.04.2000        | 210               | środkowy          |
| 10                                                        | Mateusz Biernat (do 23.01.2024)                           | 19.05.1992        | 195               | rozgrywający      |
| Odeszli w trakcie sezonu                                  |                                                           |                   |                   |                   |
| Trenerzy                                                  |                                                           |                   |                   |                   |
| Paweł Woicki (do 19.12.2023) Waldo Kantor (od 21.12.2023) | Paweł Woicki (do 19.12.2023) Waldo Kantor (od 21.12.2023) | Trener            | Trener            | Trener            |
| Krzysztof Michalski                                       | Krzysztof Michalski                                       | Asystent trenera  | Asystent trenera  | Asystent trenera  |

| Exact Systems Hemarpol Częstochowa | Exact Systems Hemarpol Częstochowa | Exact Systems Hemarpol Częstochowa | Exact Systems Hemarpol Częstochowa | Exact Systems Hemarpol Częstochowa |
| Nr                                 | Imię i nazwisko                    | Data ur.                           | Wzrost                             | Pozycja                            |
| ---------------------------------- | ---------------------------------- | ---------------------------------- | ---------------------------------- | ---------------------------------- |
| 1                                  | Byron Keturakis                    | 11.01.1996                         | 200                                | rozgrywający                       |
| 2                                  | Kaleb Jenness                      | 19.04.2000                         | 198                                | przyjmujący                        |
| 3                                  | Mateusz Borkowski                  | 18.02.2002                         | 199                                | atakujący                          |
| 4                                  | Bartosz Schmidt                    | 03.06.1991                         | 200                                | środkowy                           |
| 5                                  | Bartłomiej Janus                   | 19.01.1995                         | 203                                | środkowy                           |
| 6                                  | Łukasz Rymarski                    | 05.02.1997                         | 206                                | środkowy                           |
| 7                                  | Piotr Hain                         | 26.02.1991                         | 203                                | środkowy                           |
| 9                                  | Aymen Bouguerra                    | 01.11.2001                         | 198                                | przyjmujący                        |
| 10                                 | Damian Kogut                       | 03.01.1997                         | 191                                | przyjmujący                        |
| 11                                 | Marcin Jaskuła                     | 11.02.1998                         | 179                                | libero                             |
| 12                                 | Sho Takahashi                      | 02.01.1995                         | 171                                | libero                             |
| 15                                 | Oskar Espeland                     | 09.10.2001                         | 196                                | przyjmujący                        |
| 16                                 | Rafał Sobański                     | 10.08.1991                         | 195                                | przyjmujący                        |
| 17                                 | Tomasz Kowalski                    | 12.06.1991                         | 202                                | rozgrywający                       |
| 19                                 | Dawid Dulski                       | 01.11.2002                         | 210                                | atakujący                          |
| Odeszli w trakcie sezonu           |                                    |                                    |                                    |                                    |
| 8                                  | Krzysztof Gibek (do 15.11.2023)    | 02.07.1992                         | 190                                | przyjmujący                        |
| Trenerzy                           |                                    |                                    |                                    |                                    |
| Leszek Hudziak                     | Leszek Hudziak                     | Trener                             | Trener                             | Trener                             |
| Adrian Kraś                        | Adrian Kraś                        | Asystent trenera                   | Asystent trenera                   | Asystent trenera                   |